# Interstate 75
Pour les articles homonymes, voir Route 75 et I75.
L'Interstate 75 (I-75) est une autoroute sud–nord importante qui relie les Grands Lacs et le Sud-est des États-Unis. Comme la plupart des autoroutes se terminant par un 5, l'I-75 est une autoroute qui traverse le pays depuis la SR 826 / SR 924 au nord-ouest de Miami, Floride jusqu'à Sault Sainte-Marie, Michigan, à la frontière canadienne. C'est la deuxième plus longue autoroute sud–nord (après l'I-95) et la septième plus longue Interstate.
L'I-75 passe par six différents états. Elle fait la largeur de la péninsule de la Floride depuis Miami jusqu'au Golfe du Mexique via Tampa. L'autoroute poursuit en Géorgie et passe par Macon et Atlanta avant de se diriger vers le Tennessee. Elle y traversera les villes de Chattanooga et de Knoxville en plus des montagnes Cumberland. L'I-75 entre au Kentucky et passe par Lexington avant de traverser la rivière Ohio et d'entrer à Cincinnati. Elle passe par Dayton et Lima avant d'entrer au Michigan au nord de Toledo. L'I-75 suit les berges du Lac Érié ainsi que de la rivière Détroit avant d'entrer dans la ville du même nom. Après l'avoir traversée, l'autoroute poursuit son trajet au nord et traverse le détroit de Mackinac entre le Lac Huron et le Lac Michigan. Plus au nord, l'I-75 s'approche de la frontière canadienne à Sault Sainte-Marie, près du Lac Supérieur, 1 786,5 miles (2 875,1 km) de son point d'origine près de l'Océan Atlantique.

## Description du tracé
|       | mi       | km       |
| ----- | -------- | -------- |
| FL    | 470,88   | 757,81   |
| GA    | 355,11   | 571,49   |
| TN    | 161,86   | 260,49   |
| KY    | 191,78   | 308,64   |
| OH    | 211,30   | 340,05   |
| MI    | 395,54   | 636,56   |
| Total | 1 786,47 | 2 875,04 |

### Floride
Le terminus sud de l'Interstate 75 est situé au nord-ouest de Miami dans la ville de Hialeah. Elle passe à l'ouest de l'agglomération de Miami en se dirigeant vers le nord, puis bifurque vers l'ouest à sa jonction avec l'Interstate 595 pour traverser la sud de la Floride d'est en ouest, en traversant la parc des Everglades et en étant nommée la Alligator Alley. Elle suit par la suite la côte ouest de la Floride entre Naples et Tampa, passe à l'est de la ville, croise l'Interstate 4, puis continue de se diriger vers le nord vers le centre-nord de la Floride, en s'éloignant progressivement du golfe du Mexique jusqu'à Ocala, où elle croise le Florida's Turnpike. Elle rejoint par la suite l'agglomération de Gainesville et ultérieurement de Lake City, où elle croise l'Interstate 10, puis traverse la frontière avec la Géorgie 35 miles plus au nord.

### Géorgie

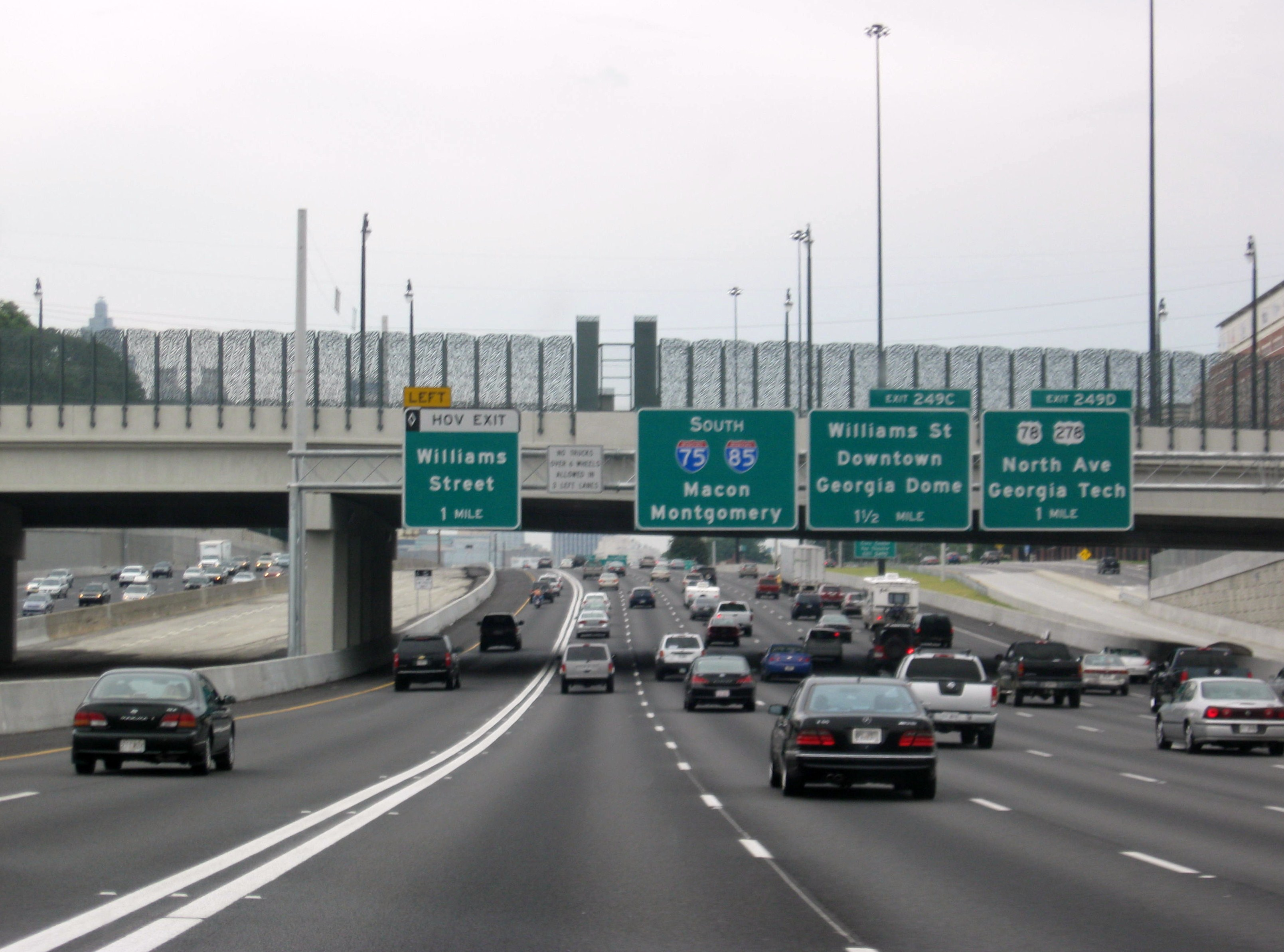
Les Interstates 75 et 85 dans le centre d'Atlanta.

Dans le sud de la Géorgie, l'Interstate 75 traverse un territoire peu urbanisé, en se dirigeant vers le nord. Elle arrive ensuite à Macon dans le centre de l'état où elle croise l'Interstate 16, puis tourne vers le nord-nord-ouest pour rejoindre la ville d'Atlanta. Elle est la principale autoroute nord-sud d'Atlanta, et connecte principalement la ville à son aéroport, l'aéroport international Hartsfield-Jackson d'Atlanta. Elle passe également à l'est du centre-ville. Elle quitte Atlanta par le nord-ouest puis traverse le territoire montagneux des Appalaches, jusqu'à la frontière avec le Tennessee.

### Tennessee
Aussitôt arrivée dans le Tennessee, l'Interstate 75 traverse la région de Chattanooga, en croisant l'Interstate 24. Elle bifurque à cet instant vers le nord-est, parallèle à la frontière entre le Tennessee et la Caroline du Nord, puis rejoint l'Interstate 40. Elle forme un multiplex avec cette dernière pour une trentaine de miles, passe au nord de Knoxville, puis bifurque vers le nord pour à nouveau traverser un territoire montagneux. Elle arrive au Kentucky 50 miles au nord de Knoxville.

### Kentucky
Elle arrive au Kentucky en se dirigeant plein nord, le territoire étant peu urbanisé et devenant de moins en moins montagneux et valloneux. Elle passe au nord-est de Lexington en formant un court multiplex avec l'Interstate 64, puis continue de se diriger vers le nord jusqu'à la frontière avec l'Ohio.

### Ohio
Elle traverse la région de Cincinnati une fois en Ohio, en étant la principale autoroute nord-sud de la ville et en croisant les Interstates 71 et 74. Elle rejoint ensuite Dayton, puis continue de traverser l'ouest de l'État en se dirigeant plein nord encore une fois. Elle passe près de la ville de Lima, croise le Ohio Turnpike (Interstates 80 et 90), passe à l'est de Toledo, et traverse la frontière avec le Michigan au nord de la ville.

### Michigan

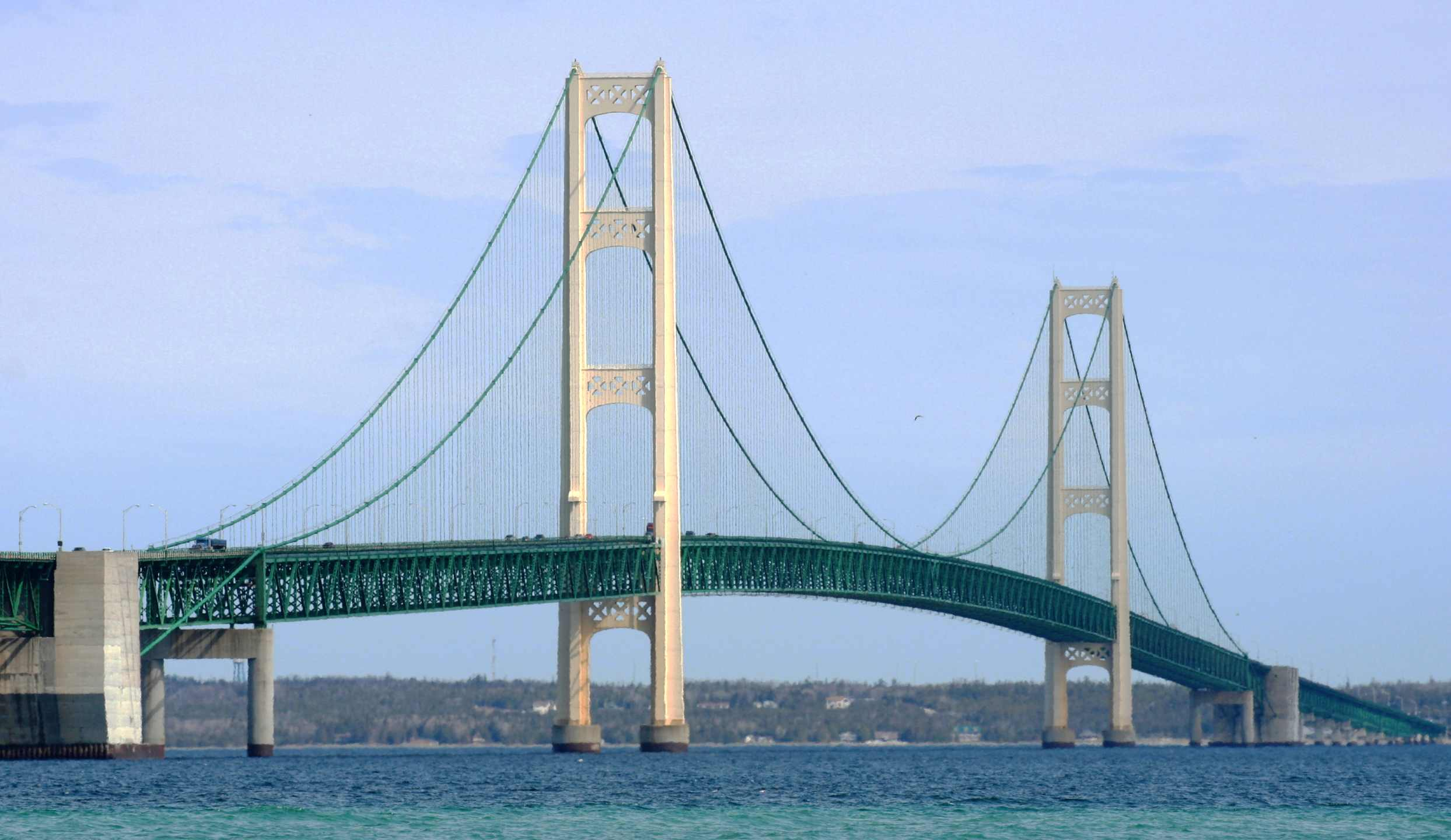
Le pont Mackinac dans le nord de l'état du Michigan, à péage.

Elle suit les berges du lac Érié sur 40 miles, puis traverse la ville de Détroit. Elle est à nouveau la principale autoroute de la ville, croise le pont Ambassadeur vers Windsor en Ontario, puis passe au nord-ouest du centre-ville. Elle quitte la ville par le nord pour croiser l'Interstate 96, puis passe à l'ouest de Flint, où elle croise l'Interstate 69. Elle continue ensuite de se diriger vers le nord en passant près de Saginaw et en traversant le territoire forestier du nord de Michigan. Elle traverse ensuite un bras du lac Huron sur le pont Mackinac, un pont à péage sans mur de séparation entre les deux voies, puis continue sa route vers le nord jusqu'à Sault Ste. Marie, où elle traverse la frontière entre le Canada et les États-Unis, signifiant le terminus nord de l'Interstate 75.

## Liste des sorties

### Floride
| Interstate 75                          |                                         |                     |                     |                                                                       | |                                                                                               |
| Comté                                  | Municipalité                            | mi                  | km                  | Sortie                                                                | Intersections / Destinations | Notes                                                                                         |
| Miami-Dade                             | Limite Miami Lakes–Hialeah              | 0,00                | 0,00                |                                                                       | SR 924 (en) est (Gratigny Parkway) vers I-95 | Terminus sud de l'I-75                                                                        |
| Miami-Dade                             | Limite Miami Lakes–Hialeah              | 0,04                | 0,06                | 1                                                                     | SR 826 (Palmetto Expressway) – Aéroport international de Miami                                                                                              | Indiqué sortie 1A (nord) et 1B (sud)                                                          |
| Miami-Dade                             | Limite Miami Lakes–Hialeah              | 1,47                | 2,37                | 2                                                                     | Northwest 138th Street / Graham Dairy Road |                                                                                               |
| Miami-Dade                             |                                         | 4,45                | 7,17                | 4                                                                     | SR 860 (en) est (Northwest 186th Street / Miami Gardens Drive)                                                                                              |                                                                                               |
| Miami-Dade                             |                                         | 4,45                | 7,17                | I-75 Express nord                                                     | Terminus sud des voies Express |                                                                                               |
| Limite Miami-Dade–Broward              | Limite Hialeah–Miramar                  | 4,92                | 7,92                | 5                                                                     | Florida's Turnpike – Fort Lauderdale, Orlando, Homestead, Key West                                                                                          | Pas de sortie direction nord vers Turnpike sud ni d'entrée direction sud depuis Turnpike nord |
| Broward                                | Miramar                                 | 6,97                | 11,21               | 7                                                                     | Miramar Parkway (CR 858) |                                                                                               |
| Broward                                | Miramar                                 | 6,97                | 11,21               |                                                                       | I-75 Express sud | Sortie direction sud, entrée direction nord                                                   |
| Broward                                | Pembroke Pines                          | 9,20                | 14,81               | 9                                                                     | SR 820 (en) (Pines Boulevard) | Indiqué sortie 9A (est) et 9B (ouest)                                                         |
| Broward                                | Pembroke Pines                          | 9,20                | 14,81               |                                                                       | I-75 Express sud | Sortie direction sud, entrée direction nord                                                   |
| Broward                                | Limite Pembroke Pines–Davie             | 10,87               | 17,49               | 11                                                                    | Sheridan Street (CR 822) |                                                                                               |
| Broward                                | Davie                                   | 10,87               | 17,49               |                                                                       | I-75 Express nord | Sortie direction nord, entrée direction sud                                                   |
| Broward                                | Tripoint Davie–Southwest Ranches–Weston | 13,17               | 21,19               | 13                                                                    | Griffin Road (CR 818) |                                                                                               |
| Broward                                | Tripoint Davie–Southwest Ranches–Weston | 13,17               | 21,19               |                                                                       | I-75 Express sud | Sortie direction sud, entrée direction nord                                                   |
| Broward                                | Limite Davie–Weston                     | 15,00               | 24,14               | 15                                                                    | Royal Palm Boulevard |                                                                                               |
| Broward                                | Tripoint Davie–Weston–Sunrise           | 17,38               | 27,97               | 19                                                                    | I-595 est / SR 869 nord (Sawgrass Expressway) vers Florida's Turnpike / I-95 – Fort Lauderdale, Coral Springs, Aéroport de Fort Lauderdale, Port Everglades | Terminus ouest de l'I-595                                                                     |
| Broward                                | Weston                                  | 21,12               | 33,99               | 21                                                                    | SR 84 (en) ouest / Indian Trace | Sortie direction nord, entrée direction sud                                                   |
| Broward                                | Weston                                  | 22,06               | 35,51               | 22                                                                    | SR 84 (en) est / Glades Parkway |                                                                                               |
| Broward                                | Weston                                  | 23,49               | 37,81               | 23                                                                    | US 27 est – Miami, South Bay |                                                                                               |
| Broward                                |                                         | 25,00               | 40,00               | Poste de péage est (direction nord seulement)                         | Poste de péage est (direction nord seulement) | Poste de péage est (direction nord seulement)                                                 |
| Broward                                |                                         | 35,30               | 56,80               | Aire de repos et de récréation                                        | Aire de repos et de récréation | Aire de repos et de récréation                                                                |
| Broward                                | Réserve Miccosukee                      | 49,43               | 69,55               | 49                                                                    | CR 833 Snake Road |                                                                                               |
| Collier                                |                                         | 63,00               | 101,40              | Aire de repos                                                         | Aire de repos | Aire de repos                                                                                 |
| Collier                                | Miles City                              | 80,05               | 128,83              | 80                                                                    | SR 29 (en) – Everglades City, Immokalee, Ave Maria |                                                                                               |
| Collier                                |                                         | 100,00              | 160,00              | Poste de péage est (direction nord seulement)                         | Poste de péage est (direction nord seulement) | Poste de péage est (direction nord seulement)                                                 |
| Collier                                | 101,28                                  | 163,00              | 101                 | CR 951 vers SR 84 (en) – Naples, Marco Island                         | |                                                                                               |
| Collier                                | 104,55                                  | 168,26              | 105                 | CR 886 (Golden Gate Parkway) – Golden Gate, Naples                    | |                                                                                               |
| Collier                                | 107,13                                  | 172,42              | 107                 | CR 896 (Pine Ridge Road) – Naples,Golden Gate                         | |                                                                                               |
| Collier                                | 111,40                                  | 179,28              | 111                 | CR 846 (Immokalee Road) – Naples Park, Ave Maria, Delnor-Wiggins Park | |                                                                                               |
| Lee                                    | Bonita Springs                          | 115,39              | 185,69              | 116                                                                   | CR 865 (Bonita Beach Road) – Bonita Springs, Plages du Golfe                                                                                                |                                                                                               |
| Lee                                    | Estero                                  | 122,75              | 197,54              | 123                                                                   | CR 850 (Corkscrew Road / Miromar Outlets Boulevard) – Hertz Arena, Estero                                                                                   |                                                                                               |
| Lee                                    |                                         | 127,07              | 204,50              | 128                                                                   | CR 840 (Alico Road) – San Carlos Park, Aéroport international du sud-ouest de la Floride                                                                    |                                                                                               |
| Lee                                    |                                         | 130,81              | 210,52              | 131                                                                   | CR 876 (Daniels Parkway) – Cape Coral |                                                                                               |
| Lee                                    | Fort Myers                              | 135,43              | 217,95              | 136                                                                   | SR 884 (en) (Colonial Boulevard) – Fort Myers, Lehigh Acres                                                                                                 |                                                                                               |
| Lee                                    | Fort Myers                              | 136,99              | 220,46              | 138                                                                   | SR 82 (en) (M. L. King Jr. Boulevard) – Fort Myers, Immokalee                                                                                               |                                                                                               |
| Lee                                    |                                         | 138,49              | 222,88              | 139                                                                   | CR 810 (Luckett Road) – Fort Myers |                                                                                               |
| Lee                                    |                                         | 140,42              | 225,98              | 141                                                                   | SR 80 (en) (Palm Beach Boulevard) – Fort Myers, LaBelle |                                                                                               |
| Lee                                    | Rivière Caloosahatchee                  | 140,93              | 226,80              | Pont                                                                  | Pont | Pont                                                                                          |
| Lee                                    | North Fort Myers                        | 142,78              | 229,78              | 143                                                                   | SR 78 (en) (Bayshore Road / Pine Island Road) – North Fort Myers, Cape Coral                                                                                |                                                                                               |
| Charlotte                              |                                         | 157,00              | 252,67              | 158                                                                   | CR 762 (Tuckers Grade) – Tropical Gulf Acres, North Fort Myers, Cape Coral                                                                                  |                                                                                               |
| Charlotte                              | 158,80                                  | 255,60              | Poste de pesée      | Poste de pesée                                                        | Poste de pesée |                                                                                               |
| Charlotte                              | 160,27                                  | 257,93              | 161                 | CR 768 (North Jones Loop Road) – Punta Gorda, Aéroport de Punta Gorda | |                                                                                               |
| Charlotte                              | Solana                                  | 163,61              | 263,31              | 164                                                                   | US 17 – Punta Gorda, Arcadia |                                                                                               |
| Charlotte                              | Rivière Peace                           | 164,30              | 264,42              | Pont                                                                  | Pont | Pont                                                                                          |
| Charlotte                              |                                         | 166,40              | 267,79              | 167                                                                   | CR 776 (Harborview Road) – Port Charlotte, Charlotte Harbor                                                                                                 |                                                                                               |
| Charlotte                              | 169,57                                  | 272,90              | 170                 | CR 769 (Kings Highway) – Arcadia, Port Charlotte                      | |                                                                                               |
| DeSoto                                 | Pas d'intersections                     | Pas d'intersections | Pas d'intersections | Pas d'intersections                                                   | Pas d'intersections | Pas d'intersections                                                                           |
| Sarasota                               | North Port                              | 178,56              | 287,36              | 179                                                                   | CR 779 (Toledo Blade Boulevard) – North Port, Port Charlotte                                                                                                |                                                                                               |
| Sarasota                               | North Port                              | 181,51              | 292,10              | 182                                                                   | CR 771 (Sumter Boulevard) – North Port |                                                                                               |
| Sarasota                               |                                         | 190,58              | 306,71              | 191                                                                   | SR 777 (en) (River Road) – North Port, Englewood |                                                                                               |
| Sarasota                               | 192,82                                  | 310,32              | 193                 | CR 765 (Jacaranda Boulevard) – Englewood, Venice                      | |                                                                                               |
| Sarasota                               | Venice                                  | 195,12              | 314,02              | 195                                                                   | CR 762 (Laurel Road) – Nokomis, Venice, Laurel |                                                                                               |
| Sarasota                               |                                         | 199,32              | 320,77              | 200                                                                   | SR 681 (en) sud – Venice, Osprey | Sortie direction sud, entrée direction nord                                                   |
| Sarasota                               | 204,88                                  | 329,73              | 205                 | SR 72 (en) (Clark Road) – Siesta Key, Arcadia                         | |                                                                                               |
| Sarasota                               | Lake Sarasota                           | 206,91              | 332,98              | 207                                                                   | SR 758 (en) (Bee Ridge Road) – Sarasota |                                                                                               |
| Sarasota                               | Fruitville                              | 209,62              | 337,35              | 210                                                                   | SR 780 (en) (Fruitville Road) – Sarasota, St. Armands |                                                                                               |
| Limite Sarasota–Manatee                |                                         | 213,14              | 343,01              | 213                                                                   | CR 610 (University Parkway) – Aéroport de Sarasota-Bradenton, Sarasota                                                                                      |                                                                                               |
| Manatee                                | 216,83                                  | 348,95              | 217                 | SR 70 (en) – Bradenton, Arcadia                                       | |                                                                                               |
| Manatee                                | 220,43                                  | 354,74              | 220                 | SR 64 (en) – Bradenton, Zolfo Springs, Wauchula                       | |                                                                                               |
| Manatee                                | Rivière Manatee                         | 223,50              | 359,69              | Pont                                                                  | Pont | Pont                                                                                          |
| Manatee                                |                                         | 224,10              | 360,66              | 224                                                                   | US 301 – Ellenton, Palmetto |                                                                                               |
| Manatee                                | 227,87                                  | 366,73              | 228                 | I-275 nord – St. Petersburg                                           | Terminus sud de l'I-275 |                                                                                               |
| Manatee                                | 229,29                                  | 369,01              | 229                 | CR 683 – Parrish                                                      | |                                                                                               |
| Hillsborough                           |                                         | 237,20              | 381,70              | Aire de repos                                                         | Aire de repos | Aire de repos                                                                                 |
| Hillsborough                           | Limite Ruskin–Sun City Center           | 240,13              | 386,45              | 240                                                                   | SR 674 (en) – Ruskin, Sun City Center | Indiqué sortie 240A (est) et 240B (ouest) en direction nord                                   |
| Hillsborough                           |                                         | 245,97              | 395,84              | 246                                                                   | CR 672 – Apollo Beach |                                                                                               |
| Hillsborough                           | Limite Gibsonton–Riverview              | 250,16              | 402,59              | 250                                                                   | Gibsonton, Riverview |                                                                                               |
| Hillsborough                           | Brandon                                 | 253,74              | 408,36              | 254                                                                   | US 301 – Riverview |                                                                                               |
| Hillsborough                           | Brandon                                 | 255,59              | 411,33              | 256                                                                   | SR 618 (en) (Selmon Expressway) – Tampa, Port de Tampa |                                                                                               |
| Hillsborough                           | Brandon                                 | 256,56              | 412,89              | 257                                                                   | SR 60 (en) – Brandon |                                                                                               |
| Hillsborough                           | Mango                                   | 259,31              | 417,31              | 260                                                                   | SR 574 (en) (Martin Luther King Jr. Boulevard) | Indiqué sortie 260A (est) et 260B (ouest) en direction nord                                   |
| Hillsborough                           |                                         | 260,73              | 419,60              | 261                                                                   | I-4 – Tampa, Orlando | Sortie 9 de l'I-4                                                                             |
| Hillsborough                           | 264,80                                  | 426,16              | 265                 | SR 582 (en) (Fowler Avenue) – Temple Terrace                          | |                                                                                               |
| Hillsborough                           | 265,81                                  | 427,79              | 266                 | CR 582A (Fletcher Avenue)                                             | |                                                                                               |
| Hillsborough                           | Tampa                                   | 269,85              | 434,28              | 270                                                                   | CR 581 (Bruce B. Downs Boulevard) |                                                                                               |
| Pasco                                  | Wesley Chapel                           | 273,71              | 440,49              | 274                                                                   | I-275 sud – Tampa, St. Petersburg, Aéroport international de Tampa                                                                                          | Sortie direction sud, entrée direction nord; terminus nord de l'I-275                         |
| Pasco                                  | Wesley Chapel                           | 275,20              | 442,89              | 275                                                                   | SR 56 (en) – Land o' Lakes, Tarpon Springs |                                                                                               |
| Pasco                                  | Wesley Chapel                           | 277,00              | 445,80              | Aire de repos                                                         | Aire de repos | Aire de repos                                                                                 |
| Pasco                                  | Wesley Chapel                           | 278,67              | 448,48              | 279                                                                   | SR 54 (en) / CR 54 – Zephyrhills, Wesley Chapel |                                                                                               |
| Pasco                                  |                                         |                     |                     |                                                                       | Overpass Road | Futur échangeur                                                                               |
| Pasco                                  | 285,30                                  | 459,14              | 285                 | SR 52 (en) – Dade City, San Antonio, New Port Richey                  | |                                                                                               |
| Pasco                                  | 292,62                                  | 470,93              | 293                 | CR 41 – Dade City                                                     | |                                                                                               |
| Hernando                               |                                         | 300,97              | 484,36              | 301                                                                   | US 98 / SR 50 (en) – Orlando, Brooksville |                                                                                               |
| Sumter                                 | Withlacoochee State Forest              | 306,00              | 492,50              | Aire de repos                                                         | Aire de repos | Aire de repos                                                                                 |
| Sumter                                 |                                         | 307,13              | 494,27              | 309                                                                   | CR 476 – Webster |                                                                                               |
| Sumter                                 | 313,04                                  | 503,78              | 314                 | SR 48 (en) – Bushnell                                                 | |                                                                                               |
| Sumter                                 | Lake Panasoffkee                        | 319,47              | 514,13              | 321                                                                   | CR 470 – Sumterville, Lake Panasoffkee |                                                                                               |
| Sumter                                 |                                         | 326,80              | 525,93              | 328                                                                   | Florida's Turnpike sud – Orlando | Sortie direction sud, entrée direction nord; terminus nord du Turnpike                        |
| Sumter                                 | 328,00                                  | 527,87              | 329                 | SR 44 (en) – Inverness, Wildwood                                      | |                                                                                               |
| Marion                                 |                                         | 337,10              | 542,50              | Poste de pesée                                                        | Poste de pesée | Poste de pesée                                                                                |
| Marion                                 | 339,36                                  | 546,14              | 341                 | CR 484 – Belleview, Dunnellon                                         | |                                                                                               |
| Marion                                 | 344,60                                  | 554,60              | Aire de repos       | Aire de repos                                                         | Aire de repos |                                                                                               |
| Marion                                 | Ocala                                   | 348,34              | 560,60              | 350                                                                   | SR 200 (en) – Ocala, Silver Springs, Hernando, Dunnellon |                                                                                               |
| Marion                                 | Ocala                                   | 350,82              | 564,58              | 352                                                                   | SR 40 (en) – Ocala, Silver Springs |                                                                                               |
| Marion                                 | Ocala                                   | 352,20              | 566,80              | 354                                                                   | US 27 – Ocala, Williston, Silver Springs |                                                                                               |
| Marion                                 |                                         | 356,48              | 573,70              | 358                                                                   | SR 326 (en) |                                                                                               |
| Marion                                 | Irvine                                  | 366,72              | 590,18              | 368                                                                   | CR 318 – Irvine, Orange Lake |                                                                                               |
| Alachua                                |                                         | 373,65              | 601,33              | 374                                                                   | CR 234 – Micanopy |                                                                                               |
| Alachua                                | Paynes Prairie Preserve State Park      | 381,50              | 614,00              | Aire de repos                                                         | Aire de repos | Aire de repos                                                                                 |
| Alachua                                | Gainesville                             | 382,39              | 615,40              | 382                                                                   | SR 121 (en) (Williston Road) vers SR 331 (en) – Gainesville, Williston                                                                                      |                                                                                               |
| Alachua                                | Gainesville                             | 383,69              | 617,50              | 384                                                                   | SR 24 (en) (Archer Road) – Gainesville, Archer |                                                                                               |
| Alachua                                | Gainesville                             | 387,22              | 623,17              | 387                                                                   | SR 26 (en) (Newberry Road) – Gainesville, Newberry |                                                                                               |
| Alachua                                |                                         | 389,82              | 627,35              | 390                                                                   | SR 222 (en) (NW 39th Avenue) – Gainesville | Accès à l'Aéroport de Gainesville                                                             |
| Alachua                                | Alachua                                 | 398,54              | 641,89              | 399                                                                   | US 441 – Alachua, High Springs |                                                                                               |
| Alachua                                | Traxler                                 | 404,23              | 650,34              | 404                                                                   | CR 236 – High Springs, Lake Butler |                                                                                               |
| Columbia                               |                                         | 411,80              | 662,70              | Aire de repos                                                         | Aire de repos | Aire de repos                                                                                 |
| Columbia                               | Ellisville                              | 413,71              | 665,80              | 414                                                                   | US 41 / US 441 – Lake City, High Springs |                                                                                               |
| Columbia                               |                                         | 422,63              | 680,16              | 423                                                                   | SR 47 (en) – Fort White, Lake City |                                                                                               |
| Columbia                               | Lake City                               | 427,35              | 687,76              | 427                                                                   | US 90 – Lake City, Live Oak |                                                                                               |
| Columbia                               |                                         | 434,70              | 699,59              | 435                                                                   | I-10 – Jacksonville, Tallahassee | Sortie 296A-B de l'I-10                                                                       |
| Suwannee                               |                                         | 439,39              | 707,12              | 439                                                                   | SR 136 (en) – White Springs, Live Oak |                                                                                               |
| Hamilton                               |                                         | 445,40              | 716,80              | Poste d'inspection                                                    | Poste d'inspection | Poste d'inspection                                                                            |
| Hamilton                               | 448,50                                  | 721,80              | Poste de pesée      | Poste de pesée                                                        | Poste de pesée |                                                                                               |
| Hamilton                               | 451,26                                  | 726,24              | 451                 | US 129 – Jasper, Live Oak                                             | |                                                                                               |
| Hamilton                               | 460,35                                  | 740,86              | 460                 | SR 6 (en) – Jasper, Madison                                           | |                                                                                               |
| Hamilton                               | Jennings                                | 466,83              | 751,28              | 467                                                                   | SR 143 (en) – Jennings |                                                                                               |
| Hamilton                               |                                         | 469,00              | 754,80              | Centre d'accueil de la Floride (direction sud seulement)              | Centre d'accueil de la Floride (direction sud seulement) | Centre d'accueil de la Floride (direction sud seulement)                                      |
| Hamilton                               | 470,81                                  | 757,19              |                     | I-75 nord – Valdosta                                                  | Continue en Géorgie |                                                                                               |
| - Péage - Accès incomplet - Non-ouvert |                                         |                     |                     |                                                                       | |                                                                                               |

### Géorgie
| Interstate 75                                                             |                            |                     |                     |                                 | | |
| Comté                                                                     | Municipalité               | mi                  | km                  | Sortie                          | Intersections / Destinations | Notes |
| Lowndes                                                                   |                            | 0,00                | 0,00                |                                 | I-75 sud – Lake City | Continue en Floride                                                                                        |
| Lowndes                                                                   |                            | 1,53                | 2,46                | 2                               | Bellville, Lake Park | |
| Lowndes                                                                   | Lake Park                  | 4,77                | 7,68                | 5                               | SR 376 (en) (Lakes Boulevard) – Lake Park                                                                                                | |
| Lowndes                                                                   |                            | 10,58               | 17,03               | 11                              | SR 31 (en) – Clyattville, Valdosta, Madison                                                                                              | |
| Lowndes                                                                   |                            | 12,83               | 20,65               | 13                              | Old Clyattville Road – Valdosta | |
| Lowndes                                                                   | Valdosta                   | 15,91               | 25,60               | 16                              | US 84 / US 221 – Valdosta, Quitman | |
| Lowndes                                                                   | Valdosta                   | 17,94               | 28,87               | 18                              | SR 133 (en) – Valdosta, Moultrie | |
| Lowndes                                                                   |                            | 21,71               | 34,94               | 22                              | US 41 sud (North Valdosta Road) | Terminus sud du multiplex avec US 41                                                                       |
| Lowndes                                                                   | Hahira                     | 28,73               | 46,24               | 29                              | US 41 nord / SR 122 (en) – Hahira, Barney, Lakeland                                                                                      | Terminus nord du multiplex avec US 41                                                                      |
| Cook                                                                      | Cecil                      | 32,39               | 52,13               | 32                              | Old Coffee Road – Cecil | |
| Cook                                                                      | Adel                       | 37,52               | 60,38               | 37                              | Adel | |
| Cook                                                                      | Adel                       | 39,26               | 63,18               | 39                              | SR 37 (en) – Adel, Moultrie, Nashville                                                                                                   | |
| Cook                                                                      | Sparks                     | 41,42               | 66,66               | 41                              | Rountree Bridge Road – Sparks | |
| Cook                                                                      |                            | 44,88               | 72,23               | 45                              | Barneyville Road | |
| Cook                                                                      | Lenox                      | 48,66               | 78,31               | 49                              | Kinard Bridge Road – Lenox | |
| Tift                                                                      |                            | 54,95               | 88,45               | 55                              | Eldorado, Omega | |
| Tift                                                                      |                            | 59,04               | 95,02               | 59                              | Southwell Boulevard – Tifton | |
| Tift                                                                      |                            | 60,30               | 97,04               | 60                              | South Central Avenue | |
| Tift                                                                      | Limite Phillipsburg–Tifton | 61,26               | 98,59               | 61                              | Omega Road (SR 35 Loop (en) ouest) vers US 319 sud / SR 35 (en) sud                                                                      | |
| Tift                                                                      | Tifton                     | 61,89               | 99,60               | 62                              | US 82 / SR 520 (en) vers US 319 nord – Tifton, Sylvester                                                                                 | |
| Tift                                                                      | Tifton                     | 62,44               | 100,49              | 63A                             | 2nd Street | |
| Tift                                                                      | Tifton                     | 62,82               | 101,10              | 63B                             | 8th Street | |
| Tift                                                                      | Tifton                     | 64,06               | 103,09              | 64                              | US 41 – Tifton | |
| Tift                                                                      |                            | 66,02               | 106,25              | 66                              | Brigthon Road | |
| Tift                                                                      |                            | 69,28               | 111,50              | 69                              | Chula Brookfield Road | |
| Tift                                                                      |                            | 70,89               | 114,09              | 71                              | Willis Still Road – Sunsweet | |
| Turner                                                                    |                            | 75,17               | 120,97              | 75                              | Inaha Road | |
| Turner                                                                    |                            | 78,45               | 126,25              | 78                              | SR 32 (en) – Sycamore, Ocilla | |
| Turner                                                                    |                            | 79,71               | 128,28              | 80                              | Bussey Road – Sycamore | |
| Turner                                                                    | Ashburn                    | 82,07               | 132,08              | 82                              | SR 107 (en) / SR 112 (en) – Ashburn, Fitzgerald                                                                                          | |
| Turner                                                                    |                            | 83,95               | 135,10              | 84                              | SR 159 (en) – Ashburn, Amboy | |
| Crisp                                                                     | Arabi                      | 91,86               | 147,83              | 92                              | Arabi | |
| Crisp                                                                     |                            | 96,97               | 156,06              | 97                              | SR 33 Conn. (en) – Wenona, Sylvester | |
| Crisp                                                                     | Cordele                    | 98,98               | 159,29              | 99                              | SR 300 (en) (Georgia-Florida Parkway) – Albany                                                                                           | |
| Crisp                                                                     | Cordele                    | 100,75              | 162,14              | 101                             | US 280 / SR 30 (en) / SR 90 (en) (16th Avenue nord) – Cordele, Abbeville                                                                 | |
| Crisp                                                                     | Cordele                    | 101,80              | 163,83              | 102                             | SR 257 (en) (8th Avenue est) – Cordele, Hawkinsville                                                                                     | |
| Crisp                                                                     |                            | 103,86              | 167,15              | 104                             | Farmers Market Road | |
| Dooly                                                                     |                            | 109,54              | 176,29              | 109                             | SR 215 (en) (East Union Street) – Vienna, Pitts                                                                                          | |
| Dooly                                                                     |                            | 112,07              | 180,36              | 112                             | SR 27 (en) – Vienna, Hawkinsville | |
| Dooly                                                                     |                            | 116,88              | 188,10              | 117                             | Pinehurst | |
| Dooly                                                                     | Unadilla                   | 120,81              | 194,42              | 121                             | US 41 / SR 7 (en) – Unadilla | |
| Dooly                                                                     | Unadilla                   | 121,79              | 196,00              | 122                             | SR 230 (en) – Unadilla, Byromville | |
| Houston                                                                   |                            | 127,17              | 204,66              | 127                             | SR 26 (en) – Montezuma, Hawkinsville | |
| Houston                                                                   | Perry                      | 133,80              | 215,33              | 134                             | South Perry Parkway | |
| Houston                                                                   | Perry                      | 134,86              | 217,04              | 135                             | US 41 / SR 127 (en) / SR 224 (en) (Larry Walker Highway) – Perry                                                                         | |
| Houston                                                                   | Perry                      | 136,69              | 219,98              | 136                             | SR 7 (en) – Perry, Fort Valley | |
| Houston                                                                   | Perry                      | 138,20              | 222,41              | 138                             | Perry Parkway / Thompson Road | |
| Peach                                                                     |                            | 141,86              | 228,30              | 142                             | SR 96 (en) (Housers Mill Road) | |
| Peach                                                                     |                            | 144,66              | 232,81              | 144                             | Richard B. Russell Parkway | |
| Peach                                                                     |                            | 146,44              | 235,67              | 146                             | SR 247 Conn. (en) – Centerville, Warner Robins                                                                                           | |
| Peach                                                                     | Byron                      | 149,69              | 240,90              | 149                             | SR 49 (en) / SR 540 (en) ouest (Fall Line Freeway) – Byron, Fort Valley, Columbus                                                        | Terminus sud du multiplex avec SR 540                                                                      |
| Crawford                                                                  | Pas d'intersections        | Pas d'intersections | Pas d'intersections | Pas d'intersections             | Pas d'intersections | Pas d'intersections                                                                                        |
| Bibb                                                                      |                            | 153,75              | 247,44              | 153                             | Sardis Church Road | |
| Bibb                                                                      |                            | 155,80              | 250,74              | 155                             | Hartley Bridge Road | |
| Bibb                                                                      |                            | 156,81              | 252,36              | 156                             | I-475 nord – Atlanta | Sortie direction nord, entrée direction sud; terminus sud de l'I-475                                       |
| Bibb                                                                      | Macon                      | 160,07              | 257,61              | 160A                            | US 41 / SR 247 (en) (Pio Nono Avenue) | Indiqué sortie 160 en direction nord                                                                       |
| Bibb                                                                      | Macon                      | 160,26              | 257,91              | 160B                            | Rocky Creek Road | Sortie direction nord via sortie 160                                                                       |
| Bibb                                                                      | Macon                      | 162,02              | 260,75              | 162                             | US 80 / SR 22 (en) (Eisenhower Parkway)                                                                                                  | |
| Bibb                                                                      | Macon                      | 162,84              | 262,07              | 163                             | SR 74 (en) ouest (Mercer University Drive) / Little Richard Penniman Boulevard (Macon Mall)                                              | |
| Bibb                                                                      | Macon                      | 163,98              | 263,90              | 164                             | US 41 Bus. / SR 19 (en) (Forsyth Street) / Hardman Avenue – Centre-ville de Macon                                                        | |
| Bibb                                                                      | Macon                      | 165,28              | 265,99              | 165                             | I-16 est / SR 540 (en) est (Fall Line Freeway) – Savannah, Augusta                                                                       | Terminus nord du multiplex avec SR 540; sortie 0 de l'I-16                                                 |
| Bibb                                                                      | Macon                      | 167,02              | 268,79              | 167                             | SR 247 (en) (Pierce Avenue) | |
| Bibb                                                                      | Macon                      | 169,47              | 272,74              | 169                             | Arkwright Road vers US 23 (Riverside Drive)                                                                                              | |
| Bibb                                                                      |                            | 171,19              | 275,50              | 171                             | US 23 / SR 87 (en) / Riverside Drive | |
| Bibb                                                                      |                            | 172,64              | 277,84              | 172                             | Bass Road | |
| Monroe                                                                    |                            | 175,78              | 282,89              | 175                             | Pate Road – Bolingbroke | Sortie direction nord, entrée direction sud                                                                |
| Monroe                                                                    |                            | 177,96              | 286,40              | 177                             | I-475 sud – Valdosta | Sortie direction sud, entrée direction nord; terminus nord de l'I-475                                      |
| Monroe                                                                    |                            | 180,87              | 291,24              | 181                             | Rumble Road – Smarr | |
| Monroe                                                                    |                            | 185,53              | 298,58              | 185                             | SR 18 (en) – Forsyth, Gray | |
| Monroe                                                                    | Forsyth                    | 186,38              | 299,95              | 186                             | Tift College Drive | |
| Monroe                                                                    | Forsyth                    | 187,45              | 301,67              | 187                             | SR 83 (en) – Forsyth, Monticello | |
| Monroe                                                                    | Forsyth                    | 188,52              | 303,39              | 188                             | SR 42 (en) – Forsyth | |
| Monroe                                                                    |                            | 193,75              | 311,81              | 193                             | Johnstonville Road | |
| Monroe                                                                    |                            | 198,18              | 318,94              | 198                             | High Falls Road | |
| Lamar                                                                     | Pas d'intersections        | Pas d'intersections | Pas d'intersections | Pas d'intersections             | Pas d'intersections | Pas d'intersections                                                                                        |
| Butts                                                                     |                            | 201,31              | 323,98              | 201                             | SR 36 (en) – Jackson, Barnesville | |
| Butts                                                                     |                            | 205,58              | 330,85              | 205                             | SR 16 (en) – Griffin, Jackson | |
| Spalding                                                                  | Pas d'intersections        | Pas d'intersections | Pas d'intersections | Pas d'intersections             | Pas d'intersections | Pas d'intersections                                                                                        |
| Henry                                                                     | Locust Grove               | 212,19              | 341,49              | 212                             | Bill Gardner Parkway – Jenkinsburg, Locust Grove, Hampton, Jackson                                                                       | |
| Henry                                                                     |                            | 214,08              | 344,53              | 214                             | Bethlehem Road vers US 23 – Locust Grove                                                                                                 | Échangeur en construction                                                                                  |
| Henry                                                                     |                            | 216,77              | 348,86              | 216                             | SR 155 (en) – McDonough | |
| Henry                                                                     |                            | 216,00              | 347,62              | —                               | I-75 Voies South Metro Express | Terminus sud des voies express réversibles                                                                 |
| Henry                                                                     |                            | 218,38              | 351,45              | 218                             | SR 20 (en) / SR 81 (en) – McDonough, Hampton                                                                                             | |
| Henry                                                                     |                            | 219,00              | 352,45              | —                               | I-75 Voies South Metro Express | Sortie direction nord, entrée direction sud                                                                |
| Henry                                                                     |                            | 221,35              | 356,23              | 221                             | Jonesboro Road – Lovejoy | Aussi un échangeur depuis / vers les Voies Express                                                         |
| Henry                                                                     |                            | 222,76              | 358,50              | 222                             | Jodeco Road – Flippen | |
| Henry                                                                     |                            | 224,62              | 361,49              | 224                             | Hudson Bridge Road / Eagles Landing Parkway                                                                                              | |
| Henry                                                                     |                            | 228,07              | 367,04              | 227                             | I-675 nord vers I-285 – Augusta, Greenville                                                                                              | Sortie direction nord, entrée direction sud; terminus sud de l'I-675                                       |
| Henry                                                                     | Stockbridge                | 228,00              | 366,93              | —                               | I-75 Voies South Metro Express | Terminus nord des voies express réversibles; se poursuivent sur l'I-675                                    |
| Henry                                                                     |                            | 228,61              | 367,91              | 228                             | SR 138 (en) – Jonesboro, Stockbridge | |
| Clayton                                                                   |                            | 231,33              | 372,29              | 231                             | Mount Zion Boulevard | |
| Clayton                                                                   | Morrow                     | 232,81              | 374,67              | 233                             | SR 54 (en) – Morrow, Lake City | |
| Clayton                                                                   |                            | 235,04              | 378,26              | 235                             | US 19 / US 41 / SR 3 (en) (Old Dixie Highway) – Griffin, Jonesboro                                                                       | |
| Clayton                                                                   |                            | 237,61              | 382,40              | 237                             | SR 331 (en) – Forest Park | |
| Clayton                                                                   |                            | 238,00              | 383,02              |                                 | SR 85 (en) (Frontage Road) – Riverdale                                                                                                   | Sortie direction nord seulement; fermée                                                                    |
| Clayton                                                                   |                            | 238,25              | 383,43              | 237A                            | SR 85 (en) sud – Riverdale | Sortie direction sud seulement                                                                             |
| Clayton                                                                   |                            | 238,69              | 384,13              | 238A                            | I-285 est (Atlanta Bypass) – Augusta, Greenville, Charlotte                                                                              | Sortie 58 de l'I-285                                                                                       |
| Clayton                                                                   |                            | 238,69              | 384,13              | 238B                            | I-285 ouest (Atlanta Bypass) – Birmingham, Chattanooga, Terminaux domestiques, Columbus, Montgomery                                      | |
| Fulton                                                                    | Hapeville                  | 239,23              | 385,00              | 239                             | US 19 / US 41 (Central Avenue) / C. W. Grant Parkway / Porsche Avenue – Terminaux internationaux                                         | |
| Fulton                                                                    | Atlanta                    | 242,09              | 389,61              | 241                             | Cleveland Avenue | |
| Fulton                                                                    | Atlanta                    | 242,65              | 390,51              | 242                             | I-85 sud – Terminaux domestiques, Columbus, Montgomery                                                                                   | Sortie direction sud, entrée direction nord; terminus sud du multiplex avec I-85                           |
| Fulton                                                                    | Atlanta                    | 243,27              | 391,51              | 243                             | SR 166 (en) (Langford Parkway) – East Point                                                                                              | |
| Fulton                                                                    | Atlanta                    | 245,13              | 394,50              | 244                             | University Avenue / Pryor Street | |
| Fulton                                                                    | Atlanta                    | 246,18              | 396,19              | 245                             | Abernathy Boulevard / Capitol Avenue – Turner Field                                                                                      | Sortie direction nord, entrée direction sud                                                                |
| Fulton                                                                    | Atlanta                    | 246,53              | 396,75              | 246                             | Fulton Street / Central Avenue – Centre-ville d'Atlanta                                                                                  | |
| Fulton                                                                    | Atlanta                    | 246,53              | 396,75              | —                               | Memorial Drive | Sortie direction nord, entrée direction sud réservée aux HOV                                               |
| Fulton                                                                    | Atlanta                    | 246,77              | 397,14              | 247                             | I-20 (Ralph D. Abernathy Freeway) – Augusta, Birmingham                                                                                  | Sortie 57 de l'I-20                                                                                        |
| Fulton                                                                    | Atlanta                    | 247,15              | 397,75              | 248A                            | Martin Luther King Jr. Drive – Capitole d'État                                                                                           | Sortie direction sud, entrée direction nord                                                                |
| Fulton                                                                    | Atlanta                    | 247,72              | 398,67              | 248B                            | Edgewood Avenue / Auburn Avenue / J. W. Dobbs Avenue                                                                                     | Sortie direction nord, entrée direction sud                                                                |
| Fulton                                                                    | Atlanta                    | 248,07              | 399,23              | 248C                            | SR 10 (en) est (Freedom Parkway) / Andrew Young International Boulevard – Carter Center, Martin Luther King Jr. National Historical Park | |
| Fulton                                                                    | Atlanta                    | 248,07              | 399,23              | —                               | Piedmont Avenue | Sortie direction nord, entrée direction sud réservée aux HOV                                               |
| Fulton                                                                    | Atlanta                    | 248,12              | 399,31              | 248D                            | J. W. Dobbs Avenue / Edgewood Avenue / Jessee Hill Drive / Auburn Avenue                                                                 | Sortie direction sud, entrée direction nord                                                                |
| Fulton                                                                    | Atlanta                    | 248,52              | 399,95              | 249A                            | Courtland Street – Université d'État de Géorgie                                                                                          | Sortie direction sud seulement                                                                             |
| Fulton                                                                    | Atlanta                    | 248,77              | 400,36              | 249B                            | Pine Street / Peachtree Street – Civic Center                                                                                            | Sortie direction nord seulement                                                                            |
| Fulton                                                                    | Atlanta                    | 248,97              | 400,68              | 249C                            | Williams Street – Georgia World Congress Center, Mercedes-Benz Stadium                                                                   | Pas de sortie en direction nord                                                                            |
| Fulton                                                                    | Atlanta                    | 248,97              | 400,68              | —                               | Williams Street | Sortie direction sud, entrée direction nord réservée aux HOV                                               |
| Fulton                                                                    | Atlanta                    | 249,04              | 400,79              | 249D                            | Spring Street / Peachtree Street ouest                                                                                                   | Sortie direction nord, entrée direction sud                                                                |
| Fulton                                                                    | Atlanta                    | 249,17              | 401,00              | 249D                            | Vers US 29 / US 78 / US 278 / SR 3 (en) (North Avenue) – Georgia Tech                                                                    | Sortie direction sud, entrée direction nord                                                                |
| Fulton                                                                    | Atlanta                    | 249,88              | 402,14              | 250                             | 10th Street, 14th Street – Georgia Tech                                                                                                  | Sortie direction nord, entrée direction sud; pas d'entrée en direction nord vers l'I-85 nord               |
| Fulton                                                                    | Atlanta                    | 250,22              | 402,69              | 250                             | 16th Street, 14th Street, 10th Street | Sortie direction sud, entrée direction nord                                                                |
| Fulton                                                                    | Atlanta                    | 250,58              | 403,27              | 251A                            | 17th Street – Midtown | Sortie direction nord seulement                                                                            |
| Fulton                                                                    | Atlanta                    | 250,87              | 403,74              | 251B                            | I-85 nord vers SR 400 (en) nord – Greenville, Charlotte                                                                                  | Terminus nord du multiplex avec I-85                                                                       |
| Fulton                                                                    | Atlanta                    | 251,89              | 405,38              | 252A                            | US 41 / SR 3 (en) (Northside Drive) | |
| Fulton                                                                    | Atlanta                    | 251,89              | 405,38              | —                               | US 41 / SR 3 (en) (Northside Drive) | Sortie direction sud, entrée direction nord réservée aux HOV                                               |
| Fulton                                                                    | Atlanta                    | 252,25              | 405,96              | 252B                            | Howell Mill Road | |
| Fulton                                                                    | Atlanta                    | 254,27              | 409,21              | 254                             | Moores Mill Road | |
| Fulton                                                                    | Atlanta                    | 255,50              | 411,19              | 255                             | US 41 / SR 3 (en) (Northside Drive) / West Paces Ferry Road                                                                              | |
| Fulton                                                                    | Atlanta                    | 256,60              | 412,96              | 256                             | Mount Paran Road | |
| Rivière Chattahoochee                                                     | Rivière Chattahoochee      | 257,07              | 413,71              | Pont Lester and Virginia Maddox | Pont Lester and Virginia Maddox | Pont Lester and Virginia Maddox                                                                            |
| Cobb                                                                      |                            | 257,65              | 414,65              | 258                             | Cumberland Boulevard | |
| Cobb                                                                      |                            | 257,90              | 415,05              | —                               | Akers Mill Road | Sortie direction nord, entrée direction sud réservée aux HOV                                               |
| Cobb                                                                      |                            | 258,40              | 415,85              | 259A                            | I-285 est (Atlanta Bypass) – Augusta, Greenville, Charlotte                                                                              | Sortie 20 de l'I-285                                                                                       |
| Cobb                                                                      |                            | 258,40              | 415,85              | 259B                            | I-285 ouest (Atlanta Bypass) – Birmingham, Montgomery, Tampa                                                                             | Sortie 20 de l'I-285                                                                                       |
| Cobb                                                                      |                            | 258,60              | 416,18              | —                               | I-75 Voies Northwest Corridor Express | Terminus sud des Voies Express                                                                             |
| Cobb                                                                      |                            | 259,98              | 418,40              | 260                             | Windy Hill Road – Smyrna | |
| Cobb                                                                      | Marietta                   | 261,58              | 420,97              | 261                             | SR 280 (en) ouest (Delk Road) – Lockheed, Dobbins AFB                                                                                    | |
| Cobb                                                                      | Marietta                   | 263,29              | 423,72              | 263                             | SR 120 (en) – Marietta, Roswell | |
| Cobb                                                                      | Marietta                   | 265,08              | 426,60              | 265                             | SR 120 Alt. (en) – Marietta, Roswell | |
| Cobb                                                                      | Marietta                   | 267,20              | 429,89              | 267A                            | SR 5 Spur (en) nord (Canton Road) | |
| Cobb                                                                      |                            | 267,20              | 429,89              | 267B                            | SR 5 (en) sud vers US 41 – Marietta | Terminus sud du multiplex avec SR 5                                                                        |
| Cobb                                                                      |                            | 268,71              | 432,45              | 268                             | I-575 nord / SR 5 (en) nord – Ball Ground, Canton                                                                                        | Terminus nord du multiplex avec SR 5; sortie direction nord, entrée direction sud; terminus sud de l'I-575 |
| Cobb                                                                      |                            | 269,46              | 433,65              | 269                             | SR 5 Conn (en) / Barrett Parkway – Kennesaw                                                                                              | |
| Cobb                                                                      |                            | 269,46              | 433,65              | —                               | Big Shanty Road | Échangeur pour les Voies Express                                                                           |
| Cobb                                                                      |                            | 271,19              | 436,44              | 271                             | Chastain Road vers I-575 nord | |
| Cobb                                                                      | Kennesaw                   | 272,95              | 439,27              | 273                             | Wade Green Road – Kennesaw | |
| Cobb                                                                      | Acworth                    | 274,20              | 441,28              | —                               | Hickory Grove Road | Échangeur pour les Voies Express                                                                           |
| Cobb                                                                      | Acworth                    | 274,20              | 441,28              | —                               | I-75 Voies Northwest Corridor Express | Terminus nord des Voies Express                                                                            |
| Cherokee                                                                  |                            | 277,19              | 446,09              | 277                             | SR 92 (en) – Acworth | |
| Bartow                                                                    |                            | 278,48              | 448,17              | 278                             | Glade Road – Acworth | |
| Bartow                                                                    | Emerson                    | 283,58              | 456,38              | 283                             | Allatoona Road – Emerson | |
| Bartow                                                                    |                            | 285,27              | 458,10              | 285                             | Red Top Mountain Road | |
| Bartow                                                                    | Cartersville               | 287,82              | 463,20              | 288                             | SR 113 (en) – Cartersville | |
| Bartow                                                                    |                            | 290,20              | 467,03              | 290                             | SR 20 (en) – Rome, Canton | |
| Bartow                                                                    | Cartersville               | 293,60              | 472,50              | 293                             | US 411 / SR 61 (en) – Chatsworth, White, Cartersville                                                                                    | |
| Bartow                                                                    |                            | 296,54              | 477,23              | 296                             | Cassville-White Road | |
| Bartow                                                                    | Adairsville                | 305,82              | 492,17              | 306                             | SR 140 (en) – Adairsville | |
| Gordon                                                                    |                            | 310,42              | 499,57              | 310                             | SR 53 (en) (Union Grove Road) – Calhoun, Fairmount, Rome                                                                                 | |
| Gordon                                                                    | Calhoun                    | 312,44              | 502,82              | 312                             | Calhoun, Fairmount, Rome | |
| Gordon                                                                    | Calhoun                    | 315,26              | 507,36              | 315                             | SR 156 (en) (Redbud Road) – Calhoun | |
| Gordon                                                                    |                            | 317,29              | 510,63              | 317                             | SR 225 (en) – Chatsworth, Calhoun | |
| Gordon                                                                    | Resaca                     | 318,67              | 512,85              | 318                             | US 41 / SR 3 (en) – Resaca, Calhoun | |
| Gordon                                                                    | Resaca                     | 320,29              | 515,46              | 320                             | SR 136 (en) – Resaca, LaFayette | |
| Whitfield                                                                 |                            | 325,93              | 524,53              | 326                             | Carbondale Road | |
| Whitfield                                                                 |                            | 328,56              | 528,77              | 328                             | SR 3 Conn. (en) – Dalton | |
| Whitfield                                                                 | Dalton                     | 333,71              | 537,05              | 333                             | SR 52 (en) / SR 71 (en) (Walnut Avenue) – Dalton                                                                                         | |
| Whitfield                                                                 | Dalton                     | 335,96              | 540,68              | 336                             | US 41 / US 76 – Dalton, Rocky Face | |
| Whitfield                                                                 |                            | 341,16              | 549,04              | 341                             | SR 201 (en) – Tunnel Hill, Varnell | |
| Catoosa                                                                   |                            | 344,72              | 554,77              | 345                             | US 41 / US 76 – Ringgold, LaFayette | |
| Catoosa                                                                   |                            | 348,07              | 560,16              | 348                             | SR 151 (en) – Ringgold, LaFayette | |
| Catoosa                                                                   |                            | 350,13              | 563,48              | 350                             | SR 2 (en) (Battlefield Parkway) – Fort Oglethorpe                                                                                        | |
| Catoosa                                                                   |                            | 353,70              | 569,22              | 353                             | SR 146 (en) – Rossville, Fort Oglethorpe                                                                                                 | |
| Catoosa                                                                   |                            | 355,10              | 571,48              |                                 | I-75 nord – Chattanooga | Continue au Tennessee                                                                                      |
| - Terminus de multiplex - Péage - Accès aux HOV - Accès incomplet - Fermé |                            |                     |                     |                                 | | |

### Tennessee
| Interstate 75                             |              |        |        |        |                                                                                                  | |
| Comté                                     | Municipalité | mi     | km     | Sortie | Intersections / Destinations                                                                     | Notes |
| Hamilton                                  | East Ridge   | 0,00   | 0,00   |        | I-75 sud – Atlanta                                                                               | Continue en Géorgie |
| Hamilton                                  | East Ridge   | 0,32   | 0,51   | 1      | US 41 / US 76 – East Ridge                                                                       | |
| Hamilton                                  | East Ridge   | 1,44   | 2,32   | 2      | I-24 ouest vers I-59 sud – Chattanooga, Nashville, Birmingham                                    | Sortie 185A-B de l'I-24; terminus est de l'I-24 |
| Hamilton                                  | Chattanooga  | 3,51   | 5,65   | 3      | SR 320 (en) (East Brainerd Road)                                                                 | Indiqué sortie 3A (est) et 3B (ouest) en direction nord |
| Hamilton                                  | Chattanooga  | 4,24   | 6,82   | 4      | SR 153 (en) nord – Aéroport de Chattanooga, Barrage Chickamauga                                  | |
| Hamilton                                  | Chattanooga  | 5,10   | 8,21   | 4A     | Hamilton Place Boulevard                                                                         | Sortie direction nord, entrée direction sud |
| Hamilton                                  | Chattanooga  | 5,69   | 9,16   | 5      | Shallowford Road                                                                                 | |
| Hamilton                                  | Chattanooga  | 7,53   | 12,12  | 7      | US 11 sud / US 64 ouest (Old Lee Highway) / SR 317 (en) (Bonny Oaks Drive) – Summit, Collegedale | Terminus sud du multiplex avec US 11 / US 64; indiqué sortie 7A (est) et 7B (ouest) en direction nord                                                                         |
| Hamilton                                  | Chattanooga  | 9,05   | 14,56  | 9      | SR 317 (en) (Apison Pike) / Volkswagen Drive – Ooltewah, Collegedale                             | |
| Hamilton                                  | Chattanooga  | 11,66  | 18,76  | 11     | US 11 nord / US 64 est – Ooltewah, Collegedale                                                   | Terminus nord du multiplex avec US 11 / US 64 |
| Bradley                                   | Cleveland    | 20,52  | 33,02  | 20     | US 74 est – Cleveland                                                                            | |
| Bradley                                   | Cleveland    | 25,05  | 40,31  | 25     | SR 60 (en) – Cleveland, Dayton                                                                   | |
| Bradley                                   | Cleveland    | 26,80  | 43,13  | 27     | Paul Huff Parkway – Cleveland                                                                    | |
| Bradley                                   |              | 32,83  | 52,83  | 33     | SR 308 (en) – Charleston                                                                         | |
| McMinn                                    |              | 36,09  | 58,08  | 36     | SR 163 (en) – Calhoun                                                                            | |
| McMinn                                    |              | 42,31  | 68,09  | 42     | SR 39 (en) (Riceville Road) – Riceville                                                          | |
| McMinn                                    | Athens       | 48,79  | 78,52  | 49     | SR 30 (en) – Decatur, Athens                                                                     | |
| McMinn                                    |              | 52,17  | 83,96  | 52     | SR 305 (en) (Mount Verd Road) – Athens                                                           | |
| McMinn                                    |              | 56,13  | 90,33  | 56     | SR 309 (en) – Niota                                                                              | |
| Monroe                                    | Sweetwater   | 60,61  | 97,54  | 60     | SR 68 (en) – Spring City, Sweetwater                                                             | |
| Monroe                                    | Sweetwater   | 62,78  | 101,03 | 62     | SR 322 (en) (Oakland Road) – Sweetwater                                                          | |
| Loudon                                    |              | 68,76  | 110,66 | 68     | SR 323 (en) – Philadelphia                                                                       | |
| Loudon                                    | Loudon       | 72,15  | 116,10 | 72     | SR 72 (en) – Loudon                                                                              | |
| Loudon                                    |              | 76,69  | 123,42 | 76     | SR 324 (en) (Sugar Limb Road)                                                                    | |
| Loudon                                    | Lenoir City  | 81,48  | 131,13 | 81     | US 321 vers SR 68 (en) – Oak Ridge, Lenoir City, Maryville                                       | |
| Loudon                                    |              | 84,64  | 136,21 | 84B    | I-40 ouest – Nashville                                                                           | Terminus sud du multiplex avec I-40 |
| Knox                                      | Farragut     | 85,85  | 138,16 | 369    | Watt Road                                                                                        | |
| Knox                                      | Farragut     | 89,63  | 144,25 | 373    | Campbell Station Road – Farragut                                                                 | |
| Knox                                      | Knoxville    | 91,39  | 147,08 | 374    | SR 131 (en) (Lovell Road)                                                                        | |
| Knox                                      | Knoxville    | 92,74  | 149,25 | 376    | I-140 / SR 162 (en) nord – Oak Ridge, Maryville                                                  | Indiqué sortie 376A (nord) et 376B (est); sortie 1C-D de l'I-140 |
| Knox                                      | Knoxville    | 94,54  | 152,15 | 378    | Cedar Bluff Road                                                                                 | Indiqué sortie 378A (sud) et 378B (nord) en direction sud |
| Knox                                      | Knoxville    | 95,78  | 154,14 | 379    | Bridgewater Road / Walker Springs Road / Gallaher View Road                                      | Indiqué sortie 379 (Bridgewater Road / Walker Springs Road) et 379A (Gallaher View Road) en direction sud                                                                     |
| Knox                                      | Knoxville    | 97,32  | 156,62 | 380    | US 11 / US 70 – West Hills, West Town Mall                                                       | |
| Knox                                      | Knoxville    | 99,33  | 159,86 | 383    | SR 332 (en) (Northshore Drive / Papermill Drive) / Weisgarber Road                               | Accès complet à Papermill Drive; sortie direction sud, entrée direction nord pour Weisgarber Road; sortie direction nord, entrée direction sud pour SR 332 (Northshore Drive) |
| Knox                                      | Knoxville    | 101,89 | 163,98 | 385    | I-40 est / I-640 est – Knoxville                                                                 | Terminus nord du multiplex avec I-40; terminus sud du multiplex avec I-640 |
| Knox                                      | Knoxville    | 103,10 | 165,92 | 1      | SR 62 (en) (Western Avenue)                                                                      | |
| Knox                                      | Knoxville    | 104,74 | 168,56 | 3B     | Gap Road vers US 25W nord – Clinton                                                              | Sortie direction nord seulement |
| Knox                                      | Knoxville    | 105,22 | 169,34 | 3      | I-640 est / US 25W sud – Asheville                                                               | Terminus nord du multiplex avec I-640; pas de sortie depuis l'I-75 vers US 25W nord                                                                                           |
| Knox                                      | Knoxville    | 105,42 | 169,66 | 3      | I-275 sud – Knoxville                                                                            | Pas de numéro de sortie direction sud |
| Knox                                      | Knoxville    | 106,35 | 171,15 | 108    | Merchants Drive                                                                                  | |
| Knox                                      | Knoxville    | 108,08 | 173,94 | 110    | Callahan Drive                                                                                   | |
| Knox                                      | Knoxville    | 109,82 | 176,74 | 112    | SR 131 (en) (Emory Road) – Powell                                                                | |
| Knox                                      |              | 114,65 | 184,51 | 117    | SR 170 (en) (Raccoon Valley Road)                                                                | |
| Anderson                                  |              | 120,12 | 193,31 | 122    | SR 61 (en) – Clinton, Norris                                                                     | |
| Anderson                                  | Rocky Top    | 125,97 | 202,73 | 128    | US 441 – Rocky Top                                                                               | |
| Anderson                                  | Rocky Top    | 126,64 | 203,81 | 129    | US 25W sud / SR 116 (en) – Rocky Top                                                             | Terminus sud du multiplex avec US 25W |
| Campbell                                  | Caryville    | 132,32 | 212,95 | 134    | US 25W nord / SR 63 (en) est – Caryville, Jacksboro, La Follette                                 | Terminus nord du multiplex avec US 25W; terminus sud du multiplex avec SR 63                                                                                                  |
| Campbell                                  | Caryville    | 138,70 | 223,22 | 141    | SR 63 (en) ouest – Huntsville, Oneida                                                            | Terminus nord du multiplex avec SR 63 |
| Campbell                                  |              | 142,21 | 228,86 | 144    | Stinking Creek Road                                                                              | |
| Campbell                                  |              | 153,61 | 247,21 | 156    | Rarity Mountain Road                                                                             | |
| Campbell                                  | Jellico      | 158,14 | 254,50 | 160    | US 25W – Jellico                                                                                 | |
| Campbell                                  | Jellico      | 159,08 | 256,01 |        | I-75 nord – Lexington                                                                            | Continue au Kentucky |
| - Terminus de multiplex - Accès incomplet |              |        |        |        |                                                                                                  | |

### Kentucky
| Interstate 75                             |                     |                     |                     |                       | |                                                            |
| Comté                                     | Municipalité        | mi                  | km                  | Sortie                | Intersections / Destinations                                                                         | Notes                                                      |
| Whitley                                   |                     | 0,00                | 0,00                |                       | I-75 sud – Knoxville                                                                                 | Continue au Tennessee                                      |
| Whitley                                   | Williamsburg        | 10,55               | 16,98               | 11                    | KY 92 (en) vers US 25W – Williamsburg, Pineville                                                     |                                                            |
| Whitley                                   | Williamsburg        | 15,46               | 24,87               | 15                    | US 25W – Williamsburg                                                                                |                                                            |
| Whitley                                   | Corbin              | 24,67               | 39,60               | 25                    | US 25W (Cumberland Falls Highway) – Corbin                                                           |                                                            |
| Laurel                                    | North Corbin        | 28,85               | 46,43               | 29                    | Cumberland Gap Parkway vers US 25 / US 25E – Corbin, Barbourville                                    |                                                            |
| Laurel                                    | London              | 38,19               | 61,46               | 38                    | KY 192 (en) (B. W. Ridge Road) vers Hal Rogers Parkway (en) – London                                 |                                                            |
| Laurel                                    | London              | 40,71               | 65,51               | 41                    | KY 80 (en) (Hal Rogers Parkway) – London, Somerset, Hazard                                           |                                                            |
| Laurel                                    | East Bernstadt      | 49,13               | 79,07               | 49                    | KY 909 vers US 25 (Wilderness Road Heritage Highway) – Livingston                                    |                                                            |
| Rockcastle                                | Mount Vernon        | 58,97               | 94,90               | 59                    | US 25 (Wilderness Road Heritage Highway) vers US 150 – Mount Vernon, Livingston                      |                                                            |
| Rockcastle                                | Mount Vernon        | 62,01               | 99,80               | 62                    | US 25 (Richmond Street) vers KY 461 (en) – Mount Vernon, Renfro Valley                               |                                                            |
| Madison                                   | Berea               | 75,52               | 121,53              | 76                    | KY 21 (en) (E. Chestnut Street, W. Paint Lick Road) vers US 25 – Berea                               |                                                            |
| Madison                                   | Berea               | 77,47               | 124,67              | 77                    | KY 595 (en) (Walnut Meadow Pike) vers KY 956 (en) – Berea                                            |                                                            |
| Madison                                   | Richmond            | 82,83               | 133,31              | 83                    | KY 2872 (en) (Duncannon Lane) vers US 25 – Richmond                                                  |                                                            |
| Madison                                   | Richmond            | 87,15               | 140,25              | 87                    | KY 876 (en) (Eastern Bypass) – Richmond, Lancaster                                                   |                                                            |
| Madison                                   | Richmond            | 89,83               | 144,57              | 90                    | US 25 / US 421 (Robert R. Martin Bypass) – Richmond, Irvine                                          | Indiqué sortie 90A (sud) et 90B (nord) en direction sud    |
| Madison                                   | Richmond            | 94,72               | 152,43              | 95                    | KY 627 (en) (Boonesborough Road) – Boonesborough, Winchester                                         |                                                            |
| Madison                                   | Richmond            | 97,04               | 156,17              | 97                    | US 25 sud / US 421 sud (Lexington Road) – Richmond, Clays Ferry                                      | Terminus sud du multiplex avec US 25 / US 421              |
| Rivière Kentucky                          | Rivière Kentucky    | 97,54               | 156,98              | Pont Clays Ferry (en) | Pont Clays Ferry (en)                                                                                | Pont Clays Ferry (en)                                      |
| Fayette                                   | Lexington           | 98,52               | 158,55              | 99                    | US 25 nord / US 421 nord (Old Richmond Road) – Lexington, Clays Ferry                                | Terminus nord du multiplex avec US 25 / US 421             |
| Fayette                                   | Lexington           | 103,89              | 167,20              | 104                   | KY 418 (en) (Athens-Boonesborough Road) – Lexington, Athens, Boonesborough                           |                                                            |
| Fayette                                   | Lexington           | 108,25              | 174,21              | 108                   | KY 1425 (en) (Man o' War Boulevard) – Lexington                                                      |                                                            |
| Fayette                                   | Lexington           | 109,68              | 176,51              | 110                   | US 60 (Winchester Road) – Lexington, Winchester                                                      |                                                            |
| Fayette                                   | Lexington           | 110,83              | 178,36              | 111                   | I-64 est – Winchester, Ashland                                                                       | Terminus sud du multiplex avec I-64; sortie 81 de l'I-64   |
| Fayette                                   | Lexington           | 112,83              | 181,59              | 113                   | US 27 / US 68 (Broadway) – Lexington, Paris                                                          |                                                            |
| Fayette                                   | Lexington           | 115,24              | 185,44              | 115                   | KY 922 (en) (Newton Pike) vers Bluegrass Parkway (en) – Lexington, Aéroport de Blue Grass            |                                                            |
| Fayette                                   | Lexington           | 117,67              | 189,36              | 118                   | I-64 ouest – Frankfort, Louisville                                                                   | Terminus nord du multiplex avec I-64; sortie 75 de l'I-64  |
| Fayette                                   | Lexington           | 119,87              | 192,92              | 120                   | KY 1973 (en) (Iron Works Pike) vers US 25 – Lexington, Georgetown                                    |                                                            |
| Scott                                     | Georgetown          | 124,87              | 200,96              | 125                   | US 460 (Paris Pike) – Georgetown, Paris                                                              | Sortie direction nord, entrée direction sud                |
| Scott                                     | Georgetown          | 125,53              | 202,02              | 126                   | US 62 (Cherry Blossom Way) – Georgetown, Cynthiana                                                   |                                                            |
| Scott                                     | Georgetown          | 126,76              | 204,01              | 127                   | KY 3552 (en) (Lexus Way)                                                                             |                                                            |
| Scott                                     | Georgetown          | 129,20              | 207,93              | 129                   | KY 620 (en) (Cherry Blossom Way) vers US 25 – Georgetown                                             |                                                            |
| Scott                                     | Sadieville          | 136,47              | 219,62              | 136                   | KY 32 (en) (Porter Road) vers US 25 – Sadieville, Cynthiana                                          |                                                            |
| Grant                                     | Corinth             | 144,44              | 232,46              | 144                   | KY 330 (en) (Owenton Road) – Corinth, Owenton                                                        |                                                            |
| Grant                                     | Williamstown        | 154,18              | 248,12              | 154                   | KY 36 (en) vers US 25 – Williamstown, Owenton                                                        |                                                            |
| Grant                                     | Williamstown        | 155,77              | 250,69              | 156                   | KY 1560 (en) (Barnes Road) – Williamstown                                                            |                                                            |
| Grant                                     | Dry Ridge           | 158,54              | 255,15              | 159                   | KY 22 (en) / KY 467 (en) (Broadway Street) – Dry Ridge, Owenton                                      |                                                            |
| Grant                                     | Crittenden          | 165,90              | 266,99              | 166                   | KY 491 (en) (Violet Road) – Crittenden                                                               |                                                            |
| Kenton                                    | Pas d'intersections | Pas d'intersections | Pas d'intersections | Pas d'intersections   | Pas d'intersections                                                                                  | Pas d'intersections                                        |
| Boone                                     | Walton              | 171,38              | 275,81              | 171                   | KY 14 (en) / KY 16 (en) (Mary Grubbs Highway) vers US 25 – Walton, Verona                            |                                                            |
| Boone                                     | Walton              | 173,53              | 279,27              | 173                   | I-71 sud – Louisville                                                                                | Terminus sud du multiplex avec I-71; sortie 77 de l'I-71   |
| Boone                                     | Union               | 175,39              | 282,27              | 175                   | KY 338 (en) vers US 25 – Richwood, Union, Walton                                                     |                                                            |
| Boone                                     | Union               | 178,02              | 286,49              | 178                   | KY 536 (en) (Mt. Zion Road) – Union, Independence                                                    |                                                            |
| Boone                                     | Florence            | 180,45              | 290,41              | 180                   | US 42 / US 127 – Union, Florence, Erlanger                                                           |                                                            |
| Boone                                     | Florence            | 180,45              | 290,41              | 180A                  | Mall Road                                                                                            | Pas de sortie direction nord                               |
| Boone                                     | Florence            | 181,18              | 291,58              | 181                   | KY 18 (en) (Burlington Pike) – Florence, Burlington                                                  |                                                            |
| Boone                                     | Florence            | 182,38              | 293,51              | 182                   | KY 1017 (en) (Turfway Road) – Florence                                                               |                                                            |
| Kenton                                    | Erlanger            | 183,69              | 295,61              | 184                   | KY 236 (en) (Commonwealth Avenue, Donaldson Highway) – Erlanger                                      | Indiqué sortie 184A (est) et 184B (ouest) en direction sud |
| Kenton                                    | Erlanger            | 184,71              | 297,26              | 185                   | I-275 vers I-471 – Aéroport international de Cincinnati-Northern Kentucky                            | Sortie 84 de l'I-275                                       |
| Kenton                                    | Fort Mitchell       | 186,27              | 299,78              | 186                   | KY 371 (en) (Buttermilk Pike) – Fort Mitchell, Crescent Springs                                      |                                                            |
| Kenton                                    | Fort Mitchell       | 187,68              | 302,03              | 188                   | US 25 / US 42 / US 127 (Dixie Highway) – Fort Mitchell                                               |                                                            |
| Kenton                                    | Fort Wright         | 188,59              | 303,50              | 189                   | KY 1072 (en) (Kyles Lane) – Fort Mitchell, Fort Wright                                               |                                                            |
| Kenton                                    | Covington           | 190,45              | 306,51              | 191                   | US 25 / US 42 (Pike Street) / US 127 / Twelfth Street / Martin Luther King Jr. Boulevard – Covington |                                                            |
| Kenton                                    | Covington           | 191,13              | 307,60              | 192                   | 5th Street – Covington, Newport                                                                      |                                                            |
| Rivière Ohio                              | Rivière Ohio        | 191,37              | 307,97              | Pont Brent Spence     | Pont Brent Spence                                                                                    | Pont Brent Spence                                          |
| Rivière Ohio                              | Rivière Ohio        | 191,37              | 307,97              |                       | I-71 / I-75 nord – Cincinnati                                                                        | Continue en Ohio                                           |
| - Terminus de multiplex - Accès incomplet |                     |                     |                     |                       | |                                                            |

### Ohio
| Interstate 75                                          |                                     |        |        |                                          | |                                                                          |
| Comté                                                  | Municipalité                        | mi     | km     | Sortie                                   | Intersections / Destinations | Notes                                                                    |
| Rivière Ohio                                           | Rivière Ohio                        | 0,00   | 0,00   |                                          | I-71 / I-75 sud – Lexington, Louisville                                                                                                   | Continue au Kentucky                                                     |
| Rivière Ohio                                           | Rivière Ohio                        | 0,00   | 0,00   | Pont Brent Spence                        | |                                                                          |
| Hamilton                                               | Cincinnati                          | 0,22   | 0,35   | 1B                                       | I-71 nord / US 50 est (Fort Washington Way) vers I-471 sud / US 52 est / Second Street – Columbus, Centre-ville de Cincinnati, Riverfront | Terminus nord du multiplex avec I-71                                     |
| Hamilton                                               | Cincinnati                          | 0,50   | 0,80   | 1C                                       | Fifth Street / Central Avenue – Centre-ville de Cincinnati                                                                                | Pas d'entrée direction sud                                               |
| Hamilton                                               | Cincinnati                          | 0,63   | 1,01   | 1D                                       | US 50 ouest (River Road, Sixth Street Expressway) / Linn Street                                                                           | Sortie direction nord, entrée direction sud                              |
| Hamilton                                               | Cincinnati                          | 0,71   | 1,14   | 1E                                       | Seventh Street | Pas de sortie en direction nord                                          |
| Hamilton                                               | Cincinnati                          | 1,24   | 2,00   | 1F                                       | Freeman Avenue vers US 50 ouest | Sortie direction sud, entrée direction nord                              |
| Hamilton                                               | Cincinnati                          | 1,44   | 2,32   | 1G                                       | Ezzard Charles Drive | Pas de sortie en direction nord                                          |
| Hamilton                                               | Cincinnati                          | 1,72   | 2,77   | 2A                                       | Western Avenue, Liberty Street | Sortie direction sud, entrée direction nord                              |
| Hamilton                                               | Cincinnati                          | 2,51   | 4,04   | 2B                                       | Harrison Avenue | Indiqué sortie 2 en direction nord                                       |
| Hamilton                                               | Cincinnati                          | 3,50   | 5,63   | 3                                        | US 27 sud / US 52 est / US 127 / Hopple Street                                                                                            | Terminus sud du multiplex avec US 27 / US 52                             |
| Hamilton                                               | Cincinnati                          | 4,23   | 6,81   | 4                                        | I-74 ouest / US 27 nord / US 52 ouest – Indianapolis                                                                                      | Terminus nord du multiplex avec US 7 / US 52; sortie 20 de l'I-74        |
| Hamilton                                               | Cincinnati                          | 6,46   | 10,40  | 6                                        | Mitchell Avenue – St. Bernard |                                                                          |
| Hamilton                                               | Cincinnati                          | 7,81   | 12,57  | 7                                        | SR 562 (en) est vers I-71 – Norwood |                                                                          |
| Hamilton                                               | Cincinnati                          | 8,57   | 13,79  | 8                                        | Towne Street – Elmwood Place | Sortie et entrée direction nord                                          |
| Hamilton                                               | Cincinnati                          | 9,45   | 15,21  | 9                                        | SR 4 (en) (Paddock Road) vers SR 561 (en) (Seymour Avenue)                                                                                |                                                                          |
| Hamilton                                               | Cincinnati                          | 10,31  | 16,59  | 10A                                      | SR 126 (en) (Ronald Reagan Cross County Road)                                                                                             |                                                                          |
| Hamilton                                               | Arlington Heights                   | 10,89  | 17,53  | 10B                                      | Galbraith Road | Indiqué sortie 10 en direction sud                                       |
| Hamilton                                               | Lockland                            | 11,84  | 19,05  | 12                                       | Lockland, Reading | Pas d'entrée direction nord                                              |
| Hamilton                                               | Evendale                            | 12,92  | 20,79  | 13                                       | Shepherd Lane, Neumann Way – Lincoln Heights                                                                                              | Sortie direction sud via sortie 14                                       |
| Hamilton                                               | Evendale                            | 14,26  | 22,95  | 14                                       | Glendale-Milford Road – Evendale, Woodlawn                                                                                                |                                                                          |
| Hamilton                                               | Sharonville                         | 15,39  | 24,77  | 15                                       | Sharon Road – Glendale |                                                                          |
| Hamilton                                               | Sharonville                         | 16,79  | 27,02  | 16                                       | I-275 vers I-71 / I-74 – Columbus, Indianapolis                                                                                           |                                                                          |
| Butler                                                 | West Chester Township               | 19,24  | 30,96  | 19                                       | Union Centre Boulevard – Fairfield |                                                                          |
| Butler                                                 | West Chester Township               | 21,23  | 34,17  | 21                                       | Cincinnati-Dayton Road |                                                                          |
| Butler                                                 | West Chester Township               | 22,82  | 36,73  | 22                                       | Tylersville Road – Mason |                                                                          |
| Butler                                                 | Liberty Township                    | 24,19  | 38,93  | 24                                       | SR 129 (en) ouest / Liberty Way – Hamilton                                                                                                |                                                                          |
| Butler                                                 | Liberty Township                    |        |        |                                          | Millikin Road | Futur échangeur                                                          |
| Warren                                                 | Monroe                              | 29,10  | 46,83  | 29                                       | SR 63 (en) – Monroe, Lebanon, Hamilton |                                                                          |
| Warren                                                 | Middletown                          | 32,82  | 52,82  | 32                                       | SR 122 (en) – Middletown |                                                                          |
| Warren                                                 | Franklin                            | 36,89  | 59,37  | 36                                       | SR 123 (en) – Franklin, Lebanon |                                                                          |
| Warren                                                 | Limite Franklin–Springboro          | 38,74  | 62,35  | 38                                       | SR 73 (en) – Springboro, Franklin |                                                                          |
| Montgomery                                             | Limite Miamisburg–Springboro        | 41,56  | 66,88  | 41                                       | Austin Boulevard – Springboro, Miamisburg, Washington Township                                                                            |                                                                          |
| Montgomery                                             | Miami Township                      | 43,51  | 70,02  | 43                                       | I-675 nord – Columbus |                                                                          |
| Montgomery                                             | Miamisburg                          | 44,66  | 71,87  | 44                                       | SR 725 (en) – Centerville, Miamisburg |                                                                          |
| Montgomery                                             | West Carrollton                     | 47,31  | 76,14  | 47                                       | East Dixie Drive – West Carrollton, Moraine                                                                                               |                                                                          |
| Montgomery                                             | Moraine                             | 50,23  | 80,84  | 50A                                      | Dryden Road |                                                                          |
| Montgomery                                             | Moraine                             | 50,49  | 81,26  | 50B                                      | SR 741 (en) sud (Springboro Pike) | Sortie direction sud, entrée direction nord                              |
| Montgomery                                             | Dayton                              | 51,36  | 82,66  | Pont au-dessus de la rivière Great Miami | Pont au-dessus de la rivière Great Miami                                                                                                  | Pont au-dessus de la rivière Great Miami                                 |
| Montgomery                                             | Dayton                              | 51,70  | 83,20  | 51                                       | Edwin C. Moses Boulevard, Nicholas Road                                                                                                   |                                                                          |
| Montgomery                                             | Dayton                              | 52,69  | 84,80  | 52                                       | US 35 / SR 4 (en) – Xenia, Eaton | Terminus sud du multiplex avec SR 4                                      |
| Montgomery                                             | Dayton                              | 53,18  | 85,58  | Pont au-dessus de la rivière Great Miami | Pont au-dessus de la rivière Great Miami                                                                                                  | Pont au-dessus de la rivière Great Miami                                 |
| Montgomery                                             | Dayton                              | 53,41  | 85,96  | 53                                       | Second Street, Salem Avenue, First Street                                                                                                 |                                                                          |
| Montgomery                                             | Dayton                              | 53,80  | 86,60  | Pont au-dessus de la rivière Great Miami | Pont au-dessus de la rivière Great Miami                                                                                                  | Pont au-dessus de la rivière Great Miami                                 |
| Montgomery                                             | Dayton                              | 54,38  | 87,52  | 54A                                      | SR 48 (en) (Main Street) |                                                                          |
| Montgomery                                             | Dayton                              | 54,63  | 87,92  | Pont au-dessus de la rivière Great Miami | Pont au-dessus de la rivière Great Miami                                                                                                  | Pont au-dessus de la rivière Great Miami                                 |
| Montgomery                                             | Dayton                              | 54,84  | 88,26  | 54B                                      | SR 4 (en) / Webster Street, Keowee Street – Springfield                                                                                   | Terminus nord du multiplex avec SR 4                                     |
| Montgomery                                             | Dayton                              | 55,95  | 90,04  | 56                                       | Stanley Avenue |                                                                          |
| Montgomery                                             | Dayton                              | 56,15  | 90,36  | Pont au-dessus de la rivière Great Miami | Pont au-dessus de la rivière Great Miami                                                                                                  | Pont au-dessus de la rivière Great Miami                                 |
| Montgomery                                             | Limite Northridge–Harrison Township | 56,74  | 91,31  | 57                                       | Wagner Ford Road, Siebenthaler Avenue, Neff Road                                                                                          |                                                                          |
| Montgomery                                             | Limite Vandalia–Butler Township     | 58,21  | 93,68  | 58                                       | Needmore Road |                                                                          |
| Montgomery                                             | Limite Vandalia–Butler Township     | 59,72  | 96,11  | 59                                       | Wyse Road, Benchwood Road |                                                                          |
| Montgomery                                             | Butler Township                     | 61,36  | 98,75  | 61                                       | I-70 – Indianapolis, Columbus |                                                                          |
| Montgomery                                             | Vandalia                            | 63,18  | 101,68 | 63                                       | US 40 – Donnelsville, Vandalia |                                                                          |
| Montgomery                                             | Vandalia                            | 63,84  | 102,74 | 64                                       | Northwoods Boulevard |                                                                          |
| Miami                                                  | Tipp City                           | 67,96  | 109,37 | 68                                       | SR 571 (en) – Tipp City, West Milton |                                                                          |
| Miami                                                  | Tipp City                           | 69,74  | 112,24 | 69                                       | County Road 25A |                                                                          |
| Miami                                                  | Troy                                | 73,19  | 117,79 | 73                                       | SR 55 (en) – Ludlow Falls, Troy |                                                                          |
| Miami                                                  | Troy                                | 75,05  | 120,78 | 74                                       | SR 41 (en) – Troy, Covington |                                                                          |
| Miami                                                  |                                     | 78,50  | 126,33 | 78                                       | County Road 25A |                                                                          |
| Miami                                                  |                                     | 78,62  | 126,53 | Pont au-dessus de la rivière Great Miami | Pont au-dessus de la rivière Great Miami                                                                                                  | Pont au-dessus de la rivière Great Miami                                 |
| Miami                                                  | Piqua                               | 82,06  | 132,06 | 82                                       | US 36 – Urbana, Piqua |                                                                          |
| Miami                                                  | Piqua                               | 82,93  | 133,46 | 83                                       | County Road 25A – Urbana |                                                                          |
| Shelby                                                 | Sidney                              | 90,58  | 145,77 | 90                                       | Fair Road – Sidney |                                                                          |
| Shelby                                                 | Sidney                              | 91,96  | 148,00 | 92                                       | SR 29 (en) / I-75 BL – Sidney, Versailles                                                                                                 |                                                                          |
| Shelby                                                 | Sidney                              | 93,83  | 151,00 | 93                                       | SR 29 (en) – Sidney, St. Marys |                                                                          |
| Shelby                                                 |                                     | 94,73  | 152,45 | 94                                       | County Road 25A – Sidney |                                                                          |
| Shelby                                                 |                                     | 99,77  | 160,56 | 99                                       | SR 119 (en) – Anna, Minster |                                                                          |
| Shelby                                                 |                                     | 102,84 | 165,50 | 102                                      | SR 274 (en) – Jackson Center, New Bremen                                                                                                  |                                                                          |
| Shelby                                                 |                                     | 104,84 | 168,72 | 104                                      | SR 219 (en) – Botkins |                                                                          |
| Auglaize                                               |                                     | 110,82 | 178,35 | 110                                      | US 33 – St. Marys, Bellefontaine |                                                                          |
| Auglaize                                               | Wapakoneta                          | 111,26 | 179,06 | 111                                      | Bellefontaine Street – Wapakoneta |                                                                          |
| Auglaize                                               |                                     | 113,02 | 181,89 | 113                                      | SR 67 (en) – Uniopolis, Wapakoneta |                                                                          |
| Auglaize                                               | Cridersville                        | 118,16 | 190,16 | 118                                      | National Road – Cridersville |                                                                          |
| Allen                                                  | Fort Shawnee                        | 120,52 | 193,96 | 120                                      | Breese Road – Fort Shawnee |                                                                          |
| Allen                                                  | Lima                                | 122,63 | 197,35 | 122                                      | SR 65 (en) – Ottawa, Uniopolis, Lima |                                                                          |
| Allen                                                  | Lima                                | 124,51 | 200,38 | 124                                      | Fourth Street |                                                                          |
| Allen                                                  | Lima                                | 125,43 | 201,86 | 125                                      | SR 117 (en) / SR 309 (en) – Lima, Kenton                                                                                                  |                                                                          |
| Allen                                                  |                                     | 127,15 | 204,63 | 127                                      | SR 81 (en) – Ada, Lima |                                                                          |
| Allen                                                  |                                     | 130,23 | 209,58 | 130                                      | Bluelick Road |                                                                          |
| Allen                                                  |                                     | 134,72 | 216,81 | 134                                      | Napoleon Road | Sortie direction nord, entrée direction sud                              |
| Allen                                                  | Beaverdam                           | 135,69 | 218,37 | 135                                      | SR 696 (en) vers US 30 – Delphos, Upper Sandusky                                                                                          |                                                                          |
| Allen                                                  | Bluffton                            | 140,42 | 226,15 | 140                                      | Bentley Road – Bluffton |                                                                          |
| Hancock                                                | Bluffton                            | 142,48 | 229,30 | 142                                      | SR 103 (en) – Arlington, Bluffton |                                                                          |
| Hancock                                                |                                     | 145,36 | 233,93 | 145                                      | SR 235 (en) – Ada, Mount Cory |                                                                          |
| Hancock                                                | Findlay                             | 156,81 | 252,36 | 156                                      | US 68 sud / SR 15 (en) est / I-75 BL nord vers US 23 – Carey, Columbus, Kenton                                                            | Terminus sud du multiplex avec SR 15                                     |
| Hancock                                                | Findlay                             | 157,90 | 254,12 | 157                                      | SR 12 (en) – Findlay, Columbus Grove |                                                                          |
| Hancock                                                | Findlay                             | 159,10 | 256,05 | 159                                      | US 224 / SR 15 (en) ouest – Findlay, Ottawa, Tiffin                                                                                       | Terminus nord du multiplex avec SR 15                                    |
| Hancock                                                |                                     | 161,20 | 259,43 | 161                                      | County Road 99 |                                                                          |
| Hancock                                                |                                     | 164,65 | 264,98 | 164                                      | SR 613 (en) – McComb, Fostoria |                                                                          |
| Wood                                                   |                                     | 167,15 | 269,00 | 167                                      | SR 18 (en) – North Baltimore, Fostoria |                                                                          |
| Wood                                                   |                                     | 167,81 | 270,06 | 168                                      | Eagleville Road, Quarry Road |                                                                          |
| Wood                                                   |                                     | 171,86 | 276,58 | 171                                      | SR 25 (en) – Cygnet |                                                                          |
| Wood                                                   |                                     | 179,75 | 289,28 | 179                                      | US 6 – Fremont, Napoleon |                                                                          |
| Wood                                                   | Bowling Green                       | 181,41 | 291,95 | 181                                      | SR 64 (en) / SR 105 (en) – Pemberville, Bowling Green                                                                                     |                                                                          |
| Wood                                                   | Haskins                             | 187,24 | 301,33 | 187                                      | SR 582 (en) – Luckey, Haskins |                                                                          |
| Wood                                                   |                                     | 191,99 | 308,98 | 192                                      | I-475 nord / US 23 nord – Maumee, Ann Arbor                                                                                               | Terminus sud du multiplex avec US 23; sortie 1 de l'I-475                |
| Wood                                                   | Perrysburg                          | 193,85 | 311,97 | 193                                      | US 20 / US 23 sud – Fremont, Perrysburg                                                                                                   | Terminus nord du multiplex avec US 23                                    |
| Wood                                                   | Rossford                            | 195,23 | 314,19 | 195                                      | I-80 / I-90 / Ohio Turnpike / SR 795 (en) – Perrysburg, Cleveland, Chicago                                                                | Indiqué sortie 195A (SR 795) et 195B (I-80 / I-90 / Ohio Turnpike)       |
| Wood                                                   | Rossford                            | 197,19 | 317,35 | 197                                      | Buck Road |                                                                          |
| Wood                                                   | Northwood                           | 199,02 | 320,29 | 198                                      | Wales Road, Oregon Road – Northwood |                                                                          |
| Lucas                                                  | Toledo                              | 199,84 | 321,61 | 199                                      | SR 65 (en) (Miami Street) – Rossford | Indiqué sortie 199A (nord) et 199B (sud) en direction sud                |
| Lucas                                                  | Toledo                              | 200,60 | 322,83 | 200                                      | Kuhlman Drive, South Avenue |                                                                          |
| Lucas                                                  | Toledo                              | 201,36 | 324,06 | 201A                                     | Vers SR 25 (en) sud / Collingwood Avenue – Maumee                                                                                         | Donne accès à SR 25 sud depuis I-75 nord et à I-75 sud depuis SR 25 nord |
| Lucas                                                  | Toledo                              | 201,68 | 324,57 | 201B                                     | SR 25 (en) – Centre-ville de Toledo, Maumee                                                                                               | Accès directionnel seulement (nord vers nord; sud vers sud)              |
| Lucas                                                  | Toledo                              | 202,03 | 325,14 | 202A                                     | Washington Street – Centre-ville de Toledo                                                                                                | Sortie direction sud, entrée direction nord                              |
| Lucas                                                  | Toledo                              | 202,49 | 325,88 | 202B                                     | Collngwood Boulevard | Sortie direction sud, entrée direction nord                              |
| Lucas                                                  | Toledo                              | 203,33 | 327,23 | 203A                                     | Bancroft Street | Sortie direction nord, entrée direction sud                              |
| Lucas                                                  | Toledo                              | 203,68 | 327,79 | 203B                                     | US 24 (Detroit Avenue) vers SR 51 (en) (Monroe Street)                                                                                    |                                                                          |
| Lucas                                                  | Toledo                              | 204,21 | 328,64 | 204                                      | I-475 ouest vers US 23 – Sylvania, Maumee, Ann Arbor                                                                                      | Sortie 20 de l'I-475                                                     |
| Lucas                                                  | Toledo                              | 204,73 | 329,48 | 205A                                     | Jeep Parkway |                                                                          |
| Lucas                                                  | Toledo                              | 206,00 | 331,52 | 206                                      | Phillips Avenue vers US 24 |                                                                          |
| Lucas                                                  | Toledo                              | 206,93 | 333,02 | 207                                      | Stickney Avenue, Lagrange Street |                                                                          |
| Lucas                                                  | Toledo                              | 207,76 | 334,36 | 208                                      | I-280 sud / LECT (en) vers I-80 est / I-90 est / Ohio Turnpike est – Cleveland                                                            |                                                                          |
| Lucas                                                  | Toledo                              | 209,52 | 337,19 | 209                                      | Ottawa River Roac | Sortie direction nord, entrée direction sud                              |
| Lucas                                                  | Toledo                              | 210,52 | 338,80 | 210                                      | SR 184 (en) (Alexis Road) |                                                                          |
| Lucas                                                  | Toledo                              | 211,55 | 340,46 |                                          | I-75 nord / LECT (en) nord – Détroit | Continue au Michigan                                                     |
| - Terminus de multiplex - Accès incomplet - Non-ouvert |                                     |        |        |                                          | |                                                                          |

### Michigan
| Interstate 75                                     |                                                           |        |        |                                                                     | | |
| Comté                                             | Municipalité                                              | mi     | km     | Sortie                                                              | Intersections / Destinations                                                                           | Notes |
| Monroe                                            | Erie Township                                             | 0,00   | 0,00   |                                                                     | I-75 sud / LECT (en) sud – Toledo                                                                      | Continue en Ohio |
| Monroe                                            | Erie Township                                             | 1,59   | 2,55   | 2                                                                   | Summit Street                                                                                          | Sortie direction sud, entrée direction nord |
| Monroe                                            | Erie Township                                             | 2,55   | 4,10   | 2                                                                   | Erie, Temperance                                                                                       | Sortie direction nord, entrée direction sud |
| Monroe                                            | Erie Township                                             | 4,61   | 7,42   | 5                                                                   | Erie Road – Erie, Temperance                                                                           | |
| Monroe                                            | Luna Pier                                                 | 5,79   | 9,31   | 6                                                                   | Luna Pier                                                                                              | |
| Monroe                                            | La Salle Township                                         | 8,63   | 13,89  | 9                                                                   | South Otter Creek Road – La Salle                                                                      | |
| Monroe                                            | Monroe Charter Township                                   | 11,36  | 18,28  | 11                                                                  | La Plaisance Road – Centre-ville de Monroe                                                             | |
| Monroe                                            | Monroe                                                    | 13,45  | 21,65  | 13                                                                  | Front Street – Monroe                                                                                  | |
| Monroe                                            | Monroe                                                    | 13,58  | 21,86  | 14                                                                  | Elm Avenue                                                                                             | |
| Monroe                                            | Frenchtown Charter Township                               | 15,23  | 24,51  | 15                                                                  | Dixie Highway – Centre-ville de Monroe                                                                 | |
| Monroe                                            | Frenchtown Charter Township                               | 18,04  | 29,03  | 18                                                                  | Nadeau Road                                                                                            | |
| Monroe                                            | Frenchtown Charter Township                               | 20,31  | 32,69  | 20                                                                  | I-275 nord – Flint                                                                                     | Terminus sud de l'I-275 |
| Monroe                                            | Berlin Charter Township                                   | 21,46  | 34,54  | 21                                                                  | Swan Creek Road – Newport                                                                              | |
| Monroe                                            | South Rockwood                                            | 26,34  | 42,39  | 26                                                                  | South Huron River Drive – South Rockwood                                                               | |
| Wayne                                             | Rockwood                                                  | 26,94  | 43,36  | 27                                                                  | North Huron Drive – Rockwood                                                                           | |
| Wayne                                             | Brownstown Charter Township                               | 27,68  | 44,55  | 28                                                                  | M-85 (en) nord / LECT (en) nord (Fort Street)                                                          | Sortie direction nord, entrée direction sud |
| Wayne                                             | Flat Rock                                                 | 28,82  | 46,39  | 29                                                                  | Gibraltar, Flat Rock                                                                                   | Indiqué sortie 29A (Gibraltar) et 29B (Flat Rock) en direction sud |
| Wayne                                             | Woodhaven                                                 | 31,82  | 51,21  | 32                                                                  | West Road – Trenton, Grosse Ile, Woodhaven, Brownstown Charter Township                                | Indiqué sortie 32A (est, Trenton, Grosse Ile) et 32B (ouest, Woodhaven, Brownstown Township)                                                                                            |
| Wayne                                             | Brownstown Charter Township                               | 33,71  | 54,25  | 34A                                                                 | Dix-Toledo Highway                                                                                     | Indiqué sortie 34 en direction nord |
| Wayne                                             | Brownstown Charter Township                               | 34,01  | 54,74  | 34B                                                                 | Sibley Road                                                                                            | Sortie direction sud, entrée direction nord |
| Wayne                                             | Taylor                                                    | 34,79  | 56,00  | 35                                                                  | US 24 (Telegraph Road)                                                                                 | Sortie direction nord vers US 24 nord, entrée direction sud depuis US 24 sud |
| Wayne                                             | Taylor                                                    | 35,96  | 57,87  | 36                                                                  | Eureka Road                                                                                            | |
| Wayne                                             | Limite Taylor–Southgate                                   | 36,80  | 59,22  | 37                                                                  | Allen Road, Northline Road                                                                             | |
| Wayne                                             | Lincoln Park                                              | 39,88  | 64,17  | 40                                                                  | Dix Highway                                                                                            | Pas d'accès direction nord depuis I-75 sud, pas d'accès I-75 nord depuis Dix Highway sud                                                                                                |
| Wayne                                             | Lincoln Park                                              | 40,69  | 65,48  | 41                                                                  | M-39 (en) (Southfield Road)                                                                            | |
| Wayne                                             | Melvindale                                                | 41,83  | 67,31  | 42                                                                  | Outer Drive                                                                                            | |
| Wayne                                             | Détroit                                                   | 43,00  | 69,20  | 43                                                                  | M-85 (en) (Fort Street) / LECT (en) / Schaefer Highway                                                 | Terminus sud du multiplex avec LECT; indiqué sortie 43A (Schaefer Highway sud / M-85) et 43B (Schaefer Highway nord) en direction sud                                                   |
| Wayne                                             | Détroit                                                   | 44,86  | 72,20  | 44                                                                  | Dearborn Street                                                                                        | Sortie direction nord, entrée direction sud |
| Wayne                                             | Détroit                                                   | 45,59  | 73,38  | 45                                                                  | M-85 (en) (Fort Street) / Springwells Street                                                           | |
| Wayne                                             | Détroit                                                   | 47,28  | 76,08  | 47A                                                                 | Clark Street                                                                                           | |
| Wayne                                             | Détroit                                                   | 48,02  | 77,28  | 47B                                                                 | Pont vers le Canada LECT (en)                                                                          | Sortie direction sud, entrée direction nord; terminus nord du multiplex avec LECT |
| Wayne                                             | Détroit                                                   | 48,06  | 77,35  | 47C                                                                 | Vernonr Highway Pont vers le Canada                                                                    | Pas d'entrée en direction nord depuis Vernor Highway; indiqué sortie 47C (Vernor Highway) et 47B (Pont Ambassadeur) en direction sud                                                    |
| Wayne                                             | Détroit                                                   | 47,89  | 77,08  | 48                                                                  | I-96 ouest (Jeffries Freeway) vers US 12 (Michigan Avenue) / I-94 – Lansing                            | Terminus est de l'I-96 |
| Wayne                                             | Détroit                                                   | 49,88  | 80,27  | 49                                                                  | M-10 (en) (Lodge Freeway) / Rosa Parks Boulevard – Southfield, Huntington Place                        | Indiqué sortie 49A (Rosa Parks Boulevard) et 49B (M-10) direction sud |
| Wayne                                             | Détroit                                                   | 50,17  | 80,74  | 50                                                                  | M-5 (en) (Grand River Avenue)                                                                          | |
| Wayne                                             | Détroit                                                   | 50,58  | 81,40  | 51A                                                                 | M-1 (en) (Woodward Avenue) / John R. Street / Brush Street                                             | Entrée direction nord seulement; sortie éliminée en 1999 |
| Wayne                                             | Détroit                                                   | 50,72  | 81,62  | 51B                                                                 | M-3 (en) (Gratiot Avenue via Fisher Freeway)                                                           | Pas d'entrée depuis M-3 nord |
| Wayne                                             | Détroit                                                   | 50,86  | 81,86  | 51C                                                                 | I-375 sud (Chrysler Freeway) – Centre-ville de Détroit                                                 | Terminus nord de l'I-375 |
| Wayne                                             | Détroit                                                   | 51,55  | 82,96  | 52                                                                  | Mack Avenue                                                                                            | |
| Wayne                                             | Détroit                                                   | 52,29  | 84,15  | 53A                                                                 | Warren Avenue                                                                                          | |
| Wayne                                             | Détroit                                                   | 52,85  | 85,06  | 53B                                                                 | I-94 (Ford Freeway) – Port Huron, Chicago                                                              | Sortie 216A de l'I-94 |
| Wayne                                             | Détroit                                                   | 53,58  | 86,23  | 54                                                                  | East Grand Boulevard, Clay Avenue                                                                      | |
| Wayne                                             | Hamtramck                                                 | 54,21  | 87,25  | 55                                                                  | Holbrook Avenue, Caniff Avenue                                                                         | |
| Wayne                                             | Détroit                                                   | 55,97  | 90,07  | 56                                                                  | M-8 (en) (Davison Freeway)                                                                             | |
| Wayne                                             | Détroit                                                   | 56,74  | 91,32  | 57                                                                  | McNichols Road                                                                                         | |
| Wayne                                             | Détroit                                                   | 57,82  | 93,06  | 58                                                                  | 7 Mile Road                                                                                            | |
| Oakland                                           | Limite Détroit–Hazel Park                                 | 58,81  | 94,65  | 59                                                                  | M-102 (8 Mile Road)                                                                                    | |
| Oakland                                           | Hazel Park                                                | 59,92  | 96,43  | 60                                                                  | John R. Road, 9 Mile Road                                                                              | |
| Oakland                                           | Quadripoint Hazel Park–Ferndale–Royal Oak–Madison Heights | 61,18  | 98,46  | 61                                                                  | I-696 (Reuther Freeway) – Port Huron, Lansing                                                          | Sortie 18 de l'I-696 |
| Oakland                                           | Limite Royal Oak–Madison Heights                          | 62,20  | 100,08 | 62                                                                  | 11 Mile Road                                                                                           | |
| Oakland                                           | Madison Heights                                           | 63,18  | 101,68 | 63                                                                  | 12 Mile Road                                                                                           | |
| Oakland                                           | Limite Madison Heights–Troy                               | 65,21  | 104,95 | 65                                                                  | 14 Mile Road                                                                                           | |
| Oakland                                           | Troy                                                      | 67,43  | 108,52 | 67                                                                  | Rochester Road                                                                                         | |
| Oakland                                           | Troy                                                      | 68,97  | 111,00 | 69                                                                  | Big Beaver Road                                                                                        | |
| Oakland                                           | Troy                                                      | 71,59  | 115,22 | 72                                                                  | Crooks Road                                                                                            | |
| Oakland                                           | Bloomfield Township                                       | 74,14  | 119,31 | 74                                                                  | Adams Road                                                                                             | |
| Oakland                                           | Bloomfield Township                                       | 75,18  | 120,99 | 75                                                                  | I-75 BL nord (Square Lake Road)                                                                        | Indiqué Square Lake Road en direction sud seulement |
| Oakland                                           | Auburn Hills                                              | 77,35  | 124,48 | 77                                                                  | M-59 (en) – Utica, Pontiac                                                                             | Indiqué sortie 77A (est) et 77B (ouest) |
| Oakland                                           | Auburn Hills                                              | 78,55  | 126,41 | 78                                                                  | Chrysler Drive                                                                                         | |
| Oakland                                           | Auburn Hills                                              | 79,04  | 127,20 | 79                                                                  | University Drive – Rochester                                                                           | |
| Oakland                                           | Auburn Hills                                              | 80,99  | 130,35 | 81                                                                  | I-75 BL sud – Pontiac M-24 (en) nord – Lapeer                                                          | Indiqué M-24 seulement en direction nord |
| Oakland                                           | Auburn Hills                                              | 82,91  | 133,43 | 83                                                                  | Joslyn Road                                                                                            | Indiqué sortie 83A (nord) et 83B (sud) |
| Oakland                                           | Auburn Hills                                              | 84,13  | 135,39 | 84                                                                  | Baldwin Road                                                                                           | Indiqué sortie 84A (nord) et 84B (sud) |
| Oakland                                           | Independence Township                                     | 88,75  | 142,83 | 89                                                                  | Sashabaw Road                                                                                          | Indiqué sortie 89A (nord) et 89B (sud) |
| Oakland                                           | Independence Township                                     | 90,81  | 146,15 | 91                                                                  | M-15 (en) – Clarkston, Davison                                                                         | |
| Oakland                                           | Springfield Township                                      | 92,65  | 149,11 | 93                                                                  | US 24 sud (Dixie Highway) – Waterford                                                                  | Terminus nord de la US 24 |
| Oakland                                           | Springfield Township                                      | 98,00  | 157,71 | 98                                                                  | East Holly Road                                                                                        | |
| Oakland                                           | Groveland Township                                        | 100,96 | 162,48 | 101                                                                 | Grange Hall Road – Fenton, Ortonville                                                                  | |
| Limite Oakland–Genesee                            | Limite township Holly–Grand Blanc                         | 105,94 | 170,50 | 106                                                                 | Dixie Highway Saginaw Road                                                                             | Accès directionnel (sud vers sud, nord vers nord) |
| Genesee                                           | Grand Blanc Township                                      | 108,68 | 174,90 | 108                                                                 | Holly Road – Grand Blanc                                                                               | |
| Genesee                                           | Grand Blanc Township                                      | 109,91 | 176,88 | 109                                                                 | M-54 (en) nord (Dort Highway) – Burton                                                                 | |
| Genesee                                           | Grand Blanc Township                                      | 111,62 | 179,64 | 111                                                                 | I-475 nord – Centre-ville de Flint                                                                     | Sortie direction nord, entrée direction sud; terminus sud de l'I-475 |
| Genesee                                           | Mundy Township                                            | 115,02 | 185,10 | 115                                                                 | US 23 sud – Ann Arbor                                                                                  | Terminus sud du multiplex avec US 23; sortie direction sud, entrée direction nord |
| Genesee                                           | Flint                                                     | 116,33 | 187,22 | 116                                                                 | Bristol Road – Aéroport international Bishop                                                           | Indiqué sortie 116A (est) et 116B (ouest, Aéroport) en direction sud |
| Genesee                                           | Flint Township                                            | 117,22 | 188,65 | 117                                                                 | I-69 / Miller Road – Port Huron, Lansing                                                               | Indiqué sortie 117A (I-69) et 117B (Miller Road); sortie 133 de l'I-69 |
| Genesee                                           | Flint Township                                            | 118,76 | 191,12 | 118                                                                 | M-21 (en) (Corunna Road) – Owosso                                                                      | |
| Genesee                                           | Mount Morris Township                                     | 121,97 | 196,29 | 122                                                                 | Pierson Road – Flushing                                                                                | |
| Genesee                                           | Mount Morris Township                                     | 125,19 | 201,48 | 125                                                                 | I-475 sud– Centre-ville de Flint                                                                       | Terminus nord de l'I-475 |
| Genesee                                           | Mount Morris Township                                     | 125,99 | 202,76 | 126                                                                 | Mount Morris                                                                                           | |
| Genesee                                           | Vienna Township                                           | 130,08 | 209,34 | 131                                                                 | M-57 (en) – Clio, Montrose                                                                             | |
| Saginaw                                           | Birch Run                                                 | 136,16 | 219,13 | 136                                                                 | M-54 (en) sud M-83 (en) nord – Birch Run, Frankenmuth                                                  | |
| Saginaw                                           | Bridgeport Township                                       | 144,56 | 232,65 | 144                                                                 | Frankenmuth, Bridgeport                                                                                | |
| Saginaw                                           | Buena Vista Township                                      | 149,29 | 240,25 | 149                                                                 | M-46 (en) – Sandusky, Buena Vista                                                                      | |
| Saginaw                                           | Buena Vista Township                                      | 149,59 | 240,75 | 150                                                                 | I-675 nord – Centre-ville de Saginaw                                                                   | Terminus sud de l'I-675 |
| Saginaw                                           | Buena Vista Township                                      | 151,77 | 244,24 | 151                                                                 | M-81 (en) – Caro, Reese                                                                                | |
| Saginaw                                           | Buena Vista Township                                      | 152,98 | 246,19 | 153                                                                 | M-13 (en) (East Bay City Road) – Saginaw                                                               | |
| Saginaw                                           | Rivière Saginaw                                           | 152,61 | 245,61 | Pont Zilwaukee (en)                                                 | Pont Zilwaukee (en)                                                                                    | Pont Zilwaukee (en) |
| Saginaw                                           | Zilwaukee                                                 | 153,92 | 247,71 | 154                                                                 | Zilwaukee                                                                                              | |
| Saginaw                                           | Zilwaukee Township                                        | 154,85 | 249,21 | 155                                                                 | I-675 sud – Centre-ville de Saginaw                                                                    | Terminus nord de l'I-675 |
| Bay                                               | Frankenlust Township                                      | 160,22 | 257,85 | 160                                                                 | M-84 (en) (Westside Saginaw Road)                                                                      | |
| Bay                                               | Monitor Township                                          | 162,70 | 261,84 | 162                                                                 | US 10 ouest – Midland M-25 (en) est – Centre-ville de Bay City                                         | Terminus est de la US 10; indiqué sortie 162A (est) et 162B (ouest) |
| Bay                                               | Monitor Township                                          | 163,98 | 263,91 | 164                                                                 | Conn. M-13 (en) / Wilder Road – Kawkawlin                                                              | Sortie direction nord, entrée direction sud; accès direction nord à Wilder Road |
| Bay                                               | Monitor Township                                          | 164,78 | 265,18 | 164                                                                 | Wilder Road                                                                                            | Sortie direction sud, entrée direction nord; accès direction sud à Conn. M-13 |
| Bay                                               | Kawkawlin Township                                        | 168,95 | 271,89 | 168                                                                 | Beaver Road                                                                                            | |
| Bay                                               | Fraser Township                                           | 173,91 | 279,88 | 173                                                                 | Linwood Road                                                                                           | |
| Bay                                               | Pinconning Township                                       | 181,93 | 292,78 | 181                                                                 | Pinconning Road                                                                                        | |
| Arenac                                            | Lincoln Township                                          | 188,48 | 303,32 | 188                                                                 | US 23 nord – Alpena, Standish                                                                          | Terminus nord du multiplex avec US 23 |
| Arenac                                            | Lincoln Township                                          | 190,89 | 307,20 | 190                                                                 | M-61 (en) – Gladwin, Standish                                                                          | |
| Arenac                                            | Adams Township                                            | 195,01 | 313,84 | 195                                                                 | Sterling Road                                                                                          | |
| Arenac                                            | Moffatt Township                                          | 202,82 | 326,40 | 202                                                                 | M-33 (en) nord – Alger, Rose City                                                                      | |
| Ogemaw                                            | Horton Township                                           | 212,12 | 341,37 | 212                                                                 | I-75 BL nord (Cook Road) – West Branch                                                                 | I-75 BL non-indiqué en direction sud |
| Ogemaw                                            | Ogemaw Township                                           | 215,67 | 347,09 | 215                                                                 | M-55 (en) est / I-75 BL sud vers M-30 (en) – Tawas City, West Branch                                   | Terminus sud du multiplex avec M-55; I-75 BL non-indiqué en direction nord |
| Roscommon                                         | Richfield Township                                        | 222,82 | 358,60 | 222                                                                 | Old 76 – St. Helen                                                                                     | |
| Roscommon                                         | Backus Township                                           | 227,58 | 366,25 | 227                                                                 | M-55 (en) ouest vers F-97 – Cadillac, Houghton Lake                                                    | Terminus nord du multiplex avec M-55; Houghton Lake non-indiqué direction sud |
| Roscommon                                         | Higgins Township                                          | 239,63 | 385,65 | 239                                                                 | M-18 (en) / I-75 BL nord – Roscommon, South Higgins Lake State Park, Houghton Lake, Gladwin            | South Higgins Lake State Park et Roscommon indiqué en direction nord seulement; Gladwin et Houghton Lake indiqué en direction sud seulement                                             |
| Limite Roscommon–Crawford                         | Limite township Gerrish–Beaver Creek                      | 244,24 | 393,07 | 244                                                                 | I-75 BL sud – Roscommon, North Higgins Lake State Park                                                 | North Higgins Lake State Park indiqué en direction nord seulement; I-75 BL et Roscommon indiqué en direction sud seulement                                                              |
| Crawford                                          | Beaver Creek Township                                     | 250,16 | 402,59 | 249                                                                 | US 127 sud – Lansing, Clare                                                                            | Sortie direction sud, entrée direction nord; terminus nord de US 127 |
| Crawford                                          | Limite township Beaver Creek–Grayling                     | 251,02 | 403,98 | 251                                                                 | 4 Mile Road                                                                                            | |
| Crawford                                          | Grayling                                                  | 254,03 | 408,82 | 254                                                                 | I-75 BL nord vers M-72 (en) – Centre-ville de Grayling, Traverse City                                  | Sortie direction nord, entrée direction sud |
| Crawford                                          | Grayling                                                  | 256,13 | 412,20 | 256                                                                 | North Down River Road                                                                                  | Sortie direction sud, entrée direction nord |
| Crawford                                          | Grayling Township                                         | 259,19 | 417,13 | 259                                                                 | M-93 (en) / I-75 BL sud (Hartwick Pines Road) vers M-72 (en) – Centre-ville de Grayling, Traverse City | Indiqué seulement M-93 en direction nord |
| Crawford                                          | Maple Forest Township                                     | 264,22 | 425,23 | 264                                                                 | Frederic, Lewiston                                                                                     | |
| Otsego                                            | Ostego Lake Township                                      | 270,82 | 435,84 | 270                                                                 | Waters                                                                                                 | |
| Otsego                                            | Bagley Township                                           | 279,07 | 449,12 | 279                                                                 | I-75 BL nord – Centre-ville de Gaylord                                                                 | |
| Otsego                                            | Gaylord                                                   | 281,95 | 453,76 | 282                                                                 | M-32 (en) / I-75 BL sud – Centre-ville de Gaylord                                                      | |
| Otsego                                            | Vanderbilt                                                | 290,81 | 467,85 | 290                                                                 | Vanderbilt                                                                                             | |
| Cheboygan                                         | Nunda Township                                            | 300,97 | 484,36 | 301                                                                 | C-58 – Wolverine                                                                                       | |
| Cheboygan                                         | Indian River                                              | 310,16 | 499,15 | 310                                                                 | M-68 (en) – Indian River, Rogers City                                                                  | |
| Cheboygan                                         | Indian River                                              | 313,65 | 504,76 | 313                                                                 | M-27 (en) nord – Topinabee, Cheboygan                                                                  | |
| Cheboygan                                         | Munro Township                                            | 322,52 | 519,05 | 322                                                                 | C-64 – Cheboygan, Pellston                                                                             | |
| Cheboygan                                         | Hebron Township                                           | 326,73 | 525,82 | 326                                                                 | C-66 – Cheboygan, Cross Village                                                                        | |
| Cheboygan                                         | Mackinaw Township                                         | 335,63 | 540,15 | 336                                                                 | US 31 sud / LMCT (en) sud – Petoskey, Charlevoix                                                       | Sortie direction sud, entrée direction nord; terminus nord de US 31; terminus sud du multiplex avec LMCT                                                                                |
| Limite Cheboygan–Emmet                            | Limite township Mackinaw–Wawatam                          | 337,75 | 543,56 | 337                                                                 | Nicolet Street – Mackinaw City                                                                         | Sortie direction nord, entrée direction sud |
| Emmet                                             | Mackinaw City                                             | 338,43 | 544,66 | 338                                                                 | US 23 sud / LHCT (en) sud – Cheboygan, Rogers City, Alpena                                             | Sortie direction sud, entrée direction nord; terminus nord de US 23; terminus sud de LHCT                                                                                               |
| Emmet                                             | Mackinaw City                                             | 338,75 | 545,17 | 338                                                                 | Centre d'accueil du Michigan                                                                           | Sortie direction nord seulement; reliée à Nicolet Street |
| Emmet                                             | Mackinaw City                                             | 339,23 | 545,94 | 339                                                                 | Jamet Street                                                                                           | |
| Détroit de Mackinac                               | Détroit de Mackinac                                       | 339,25 | 545,97 | Pont Mackinac (péage)                                               | Pont Mackinac (péage)                                                                                  | Pont Mackinac (péage) |
| Mackinac                                          | Saint-Ignace                                              | 343,66 | 553,07 | 343                                                                 | Bridge View                                                                                            | Sortie direction sud seulement |
| Mackinac                                          | Saint-Ignace                                              | 344,23 | 553,98 | 344                                                                 | US 2 ouest / LMCT (en) ouest – Manistique, Escanaba I-75 BL nord / LHCT (en) nord – Saint-Ignace       | Terminus nord du multiplex avec LHCT / LMCT); indiqué sortie 344A (nord) et 344B (ouest) en direction nord; I-75 BL non-indiqué en direction sud; terminus est du segment ouest de US 2 |
| Mackinac                                          | Saint-Ignace                                              | 344,94 | 555,12 | 345                                                                 | Portage Street – Saint-Ignace                                                                          | Sortie direction sud, entrée direction nord |
| Mackinac                                          | St. Ignace Township                                       | 347,94 | 559,95 | 348                                                                 | I-75 BL sud / LHCT (en) – Saint-Ignace H-63 nord / Mackinac Trail                                      | Terminus sud du multiplex avec LHCT; indiqué I-75 BL en direction sud et H-63 en direction nord                                                                                         |
| Mackinac                                          | St. Ignace Township                                       | 352,00 | 566,50 | 352                                                                 | M-123 (en) nord – Newberry                                                                             | |
| Mackinac                                          | St. Ignace Township                                       | 359,23 | 578,13 | 359                                                                 | M-134 (en) est / LHCT (en) est – Drummond Island, De Tour Village                                      | Terminus nord du multiplex avec LHCT |
| Chippewa                                          | Rudyard Township                                          | 373,59 | 601,23 | 373                                                                 | M-48 (en) est – Pickford, Rudyard                                                                      | |
| Chippewa                                          | Kinross Township                                          | 377,75 | 607,94 | 378                                                                 | M-80 (en) est – Kinross                                                                                | |
| Chippewa                                          | Kinross Township                                          | 379,52 | 610,78 | 379                                                                 | Gaines Highway – Barbeau Area                                                                          | |
| Chippewa                                          | Dafter Township                                           | 386,17 | 621,47 | 386                                                                 | M-28 (en) / LSCT (en) ouest – Munising, Newberry                                                       | Terminus sud du multiplex avec LSCT |
| Chippewa                                          | Sault Sainte-Marie                                        | 392,47 | 631,62 | 392                                                                 | I-75 BL nord (3 Mile Road) / LHCT (en) – Sault Sainte-Marie                                            | Terminus sud du multiplex avec LHCT |
| Chippewa                                          | Sault Sainte-Marie                                        | 394,65 | 635,13 | 394                                                                 | Easterday Avenue – Sault Sainte-Marie, Écluses du Sault                                                | |
| Chippewa                                          | Sault Sainte-Marie                                        | 394,83 | 635,41 | Poste de péage (direction nord) Douanes américaines (direction sud) | Poste de péage (direction nord) Douanes américaines (direction sud)                                    | Poste de péage (direction nord) Douanes américaines (direction sud) |
| Rivière Sainte-Marie                              | Rivière Sainte-Marie                                      | 395,04 | 635,75 | Pont international de Sault Sainte-Marie (péage) vers le Canada     | Pont international de Sault Sainte-Marie (péage) vers le Canada                                        | Pont international de Sault Sainte-Marie (péage) vers le Canada |
| - Terminus de multiplex - Péage - Accès incomplet |                                                           |        |        |                                                                     | | |

## Autoroutes reliées

### Floride
- Interstate 175
- Interstate 275
- Interstate 375

### Géorgie
- Interstate 475
- Interstate 575
- Interstate 675

### Tennessee
- Interstate 275

### Kentucky
- Interstate 275

### Indiana
- Interstate 275

### Ohio
- Interstate 275
- Interstate 475
- Interstate 675

### Michigan
- Interstate 275
- Interstate 375
- Interstate 475
- Interstate 675